# Burg Rötteln
Die Burg Rötteln ist die Ruine einer Spornburg oberhalb des namensgebenden Weilers Rötteln auf der Gemarkung des Lörracher Ortsteils Haagen im äußersten Südwesten von Baden-Württemberg. Die im Volksmund als Röttler Schloss bekannte Burg mit zwei großen Wehrtürmen war eine der mächtigsten im Südwesten und ist die drittgrößte Burgruine Badens. Sie wird seit dem 19. Jahrhundert gegen weiteren Verfall konserviert. Charakteristisch ist der gegen die Längsachse der Burg um 45° gedreht aufgestellte Bergfried.
Die Höhenburg Rötteln (417 m ü. NHN) liegt auf einem Bergsporn, der aus einem ins vordere Wiesental steil abfallenden Osthang hervortritt und ist deshalb weithin sichtbar. Sie war zeitweise Residenz der Herren von Rötteln, Markgrafen von Sausenberg und Markgrafen von Baden-Durlach. Im Dreißigjährigen Krieg war sie umkämpft und wurde schwer beschädigt. Ihre Bedeutung verlor sie endgültig nach der Zerstörung 1678 im Holländischen Krieg. Heute ist die Burg Rötteln ein wichtiges Wahrzeichen und ein Anziehungspunkt der Stadt Lörrach und ihres Umlandes. Die Burganlage untersteht der Verwaltung der Staatlichen Schlösser und Gärten Baden-Württemberg. Sie ist denkmalgeschützt.

## Geschichte

### Die Herren von Rötteln

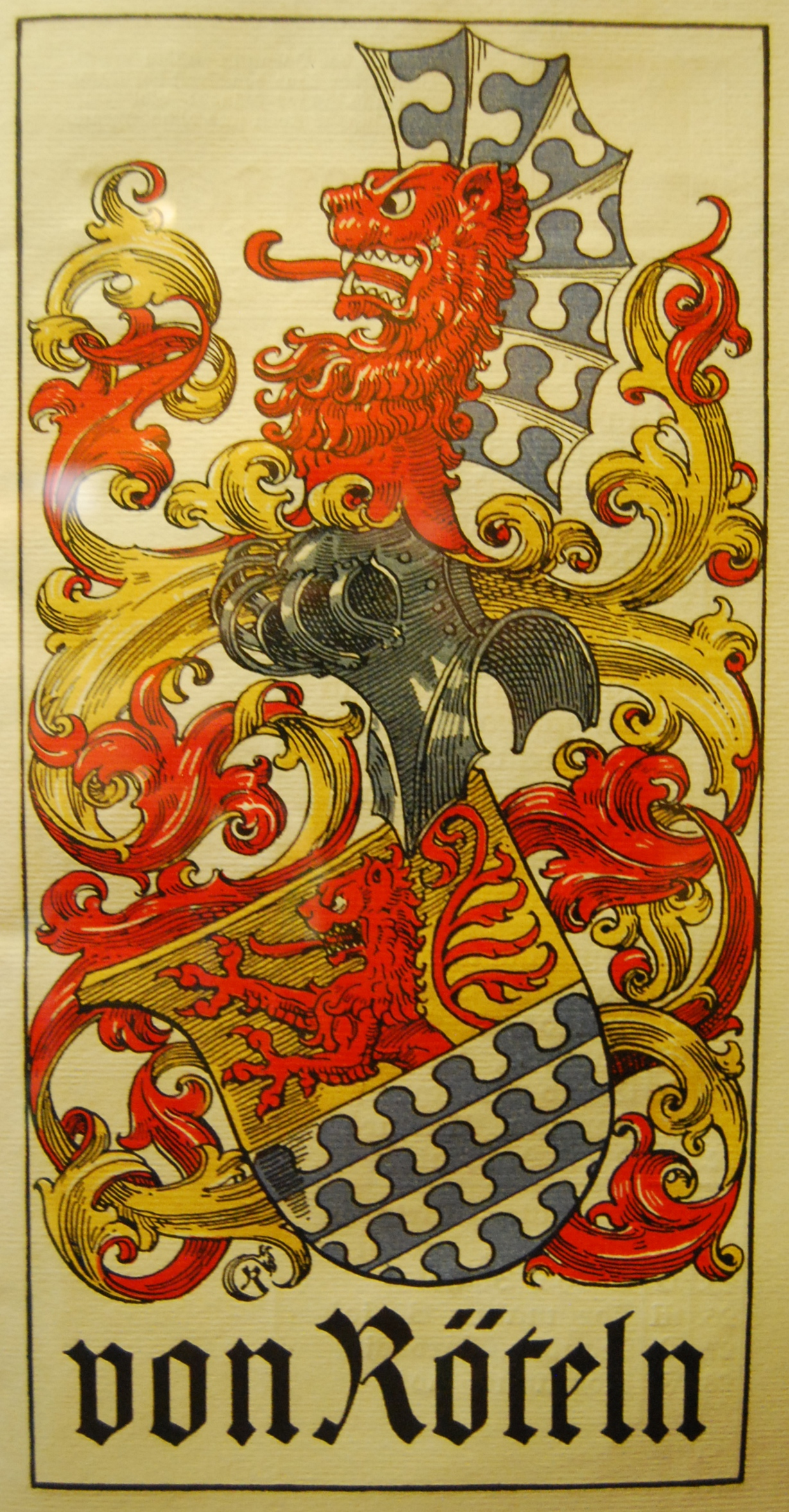
Wappen der Herren von Rötteln

Die älteste erhaltene Erwähnung der Burg Rötteln stammt von 1259, als die Grafen Rudolf und Gottfried von Habsburg ein Verzeichnis ihrer Lehen von der Fürstabtei Murbach erstellten, zu denen auch das castrum de Rötelnhein gehörte. Die Habsburger hatten die Burg als Afterlehen an die Herren von Rötteln weitergegeben. Dieses edelfreie Geschlecht ist seit 1102/03 urkundlich nachgewiesen und war im südlichen Breisgau und dort vor allem in den Tälern der Großen und Kleinen Wiese begütert. Rötteln ist außerdem der Name eines nahe der Burg gelegenen Weilers, der als raudinleim bereits 751 urkundlich erwähnt ist. Das Adelsgeschlecht könnte ebenso nach diesem Weiler benannt sein und ist deswegen kein Beweis für eine Existenz der Burg bereits im frühen 12. Jahrhundert. Bauliche Zeugnisse geben ebenso wenig einen klaren Hinweis auf den Bau der Burg; der auf die Mitte des 12. bis zum Anfang des 13. Jahrhunderts datierte Bergfried deutet jedoch auf eine Entstehung deutlich vor 1259 hin, Teile des Palas scheinen um 1200 errichtet worden zu sein.
Die Herren von Rötteln wurden im frühen 13. Jahrhundert häufiger urkundlich erwähnt und erlangten hohe Ämter: Walther von Rötteln wurde 1209 Domherr, darüber hinaus später Dompropst in Konstanz und 1213 Bischof von Basel. Nach seiner Absetzung 1215 kehrte er wieder ans Konstanzer Domkapitel zurück. Sein Bruder Lüthold (I.) schlug ebenfalls eine geistliche Laufbahn ein und war von 1238 bis 1248 ebenfalls Bischof von Basel. Unter den weltlichen Herren kam es wohl zwischen den Brüdern Konrad und Dietrich in der ersten Hälfte des 13. Jahrhunderts zu einer Besitzteilung: Während Konrad sich weiter nach Rötteln benannte, zog Dietrich offenbar auf die bei Wieslet gelegene Burg Rotenberg und benannte sich nach ihr. Konrad von Rötteln ließ wahrscheinlich bei Schopfheim im mittleren Wiesental eine weitere Burg errichten und den Ort zur Stadt erheben. Er war mit einer Tochter des Grafen Ulrich von Neuenburg verheiratet und hatte drei Söhne, von denen Lüthold II. in das Basler Domkapitel eintrat, während Otto und der früh verstorbene Walter die Herrschaft Rötteln verwalteten.

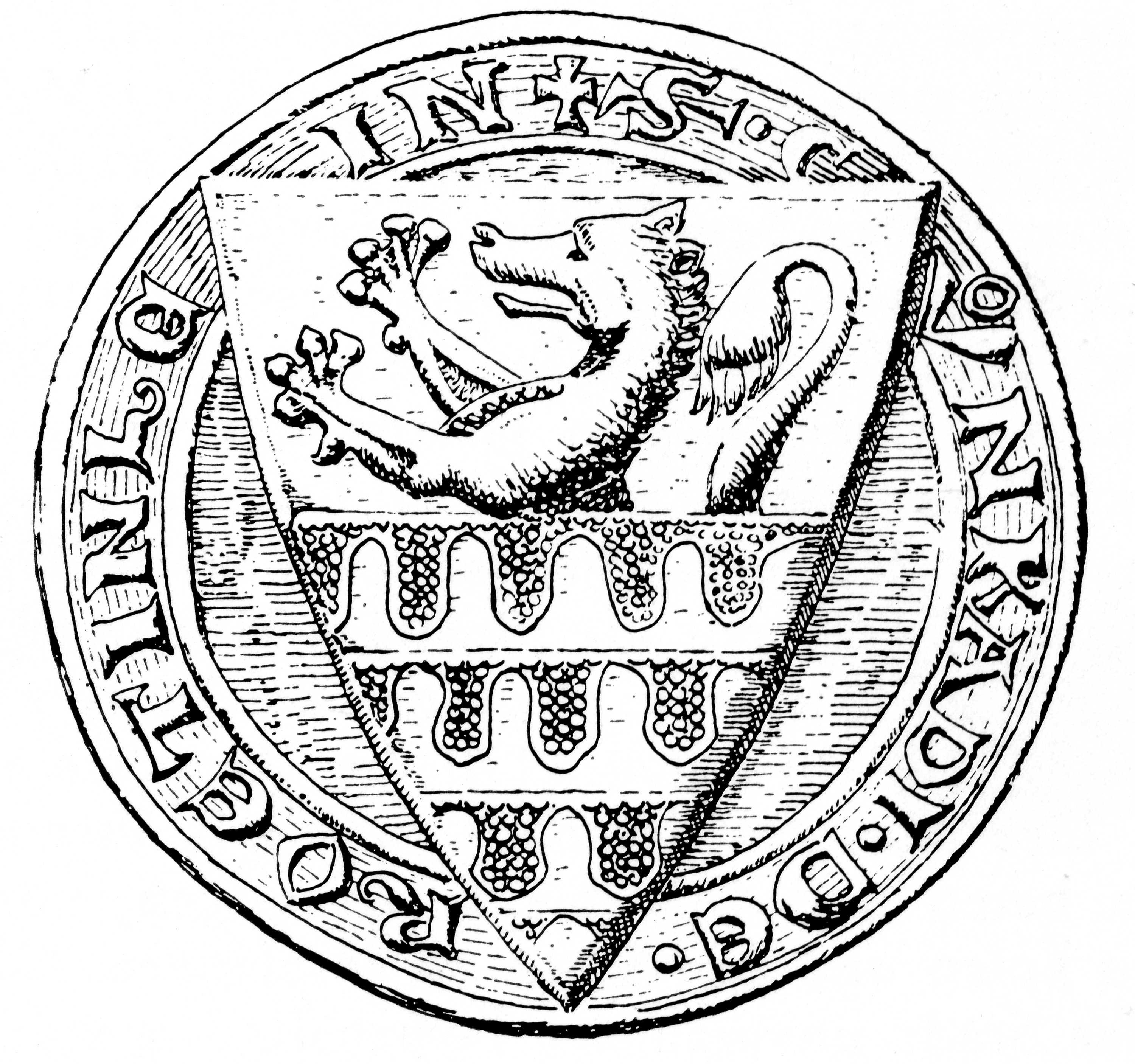
Siegel Konrads von Rötteln von einer Urkunde von 1254

In die Zeit des 13. und frühen 14. Jahrhunderts, als die Familie deutlicher in den Urkunden fassbar wird und zwei Basler Bischöfe stellte, fallen wahrscheinlich mehrere Erweiterungen der Burg: Spätestens im frühen 14. Jahrhundert wurde der Palas vergrößert und etwa zur gleichen Zeit der Südturm errichtet. Neuere Untersuchungen ergaben außerdem, dass zumindest Teile der Ringmauer um die Unterburg aus dem 13. Jahrhundert stammen und damit möglicherweise aus der Zeit Lütholds I. oder Konrads.
Anfang des 14. Jahrhunderts stand mit Lüthold II. nochmals ein Röttler kurz vor der Ernennung zum Basler Bischof; zweimal wurde er vom Domkapitel gewählt, beide Male entschied sich der Papst jedoch für einen anderen Kandidaten, was beim zweiten Mal einen mehrjährigen Bischofsstreit auslöste, an dessen Ende Lüthold und seine Partei unterlagen. Noch während des Bischofsstreites musste sich Lüthold um die Röttler Erbfolge kümmern: Sein Bruder Otto war wahrscheinlich um 1305 gestorben, Ottos Sohn Walter (III.) bereits kurz danach, entweder 1310 oder 1311. Eine Tochter Ottos war mit dem Markgrafen Rudolf von Hachberg-Sausenberg verheiratet, der zunächst gemeinsam mit Lüthold die Verwaltung des Röttelschen Besitzes übernahm. Rudolf starb jedoch bereits 1313 und so musste Lüthold die alleinige Verwaltung übernehmen, bis er im Dezember 1315 seinen gesamten Besitz seinem Großneffen, Rudolfs Sohn Heinrich von Hachberg-Sausenberg, vermachte. Lüthold II. starb am 19. Mai 1316 und mit ihm erloschen die Röttler Herren im Mannesstamm. Besitz und Burg kamen an die Markgrafen von Hachberg-Sausenberg.

### Die Markgrafen von Hachberg-Sausenberg

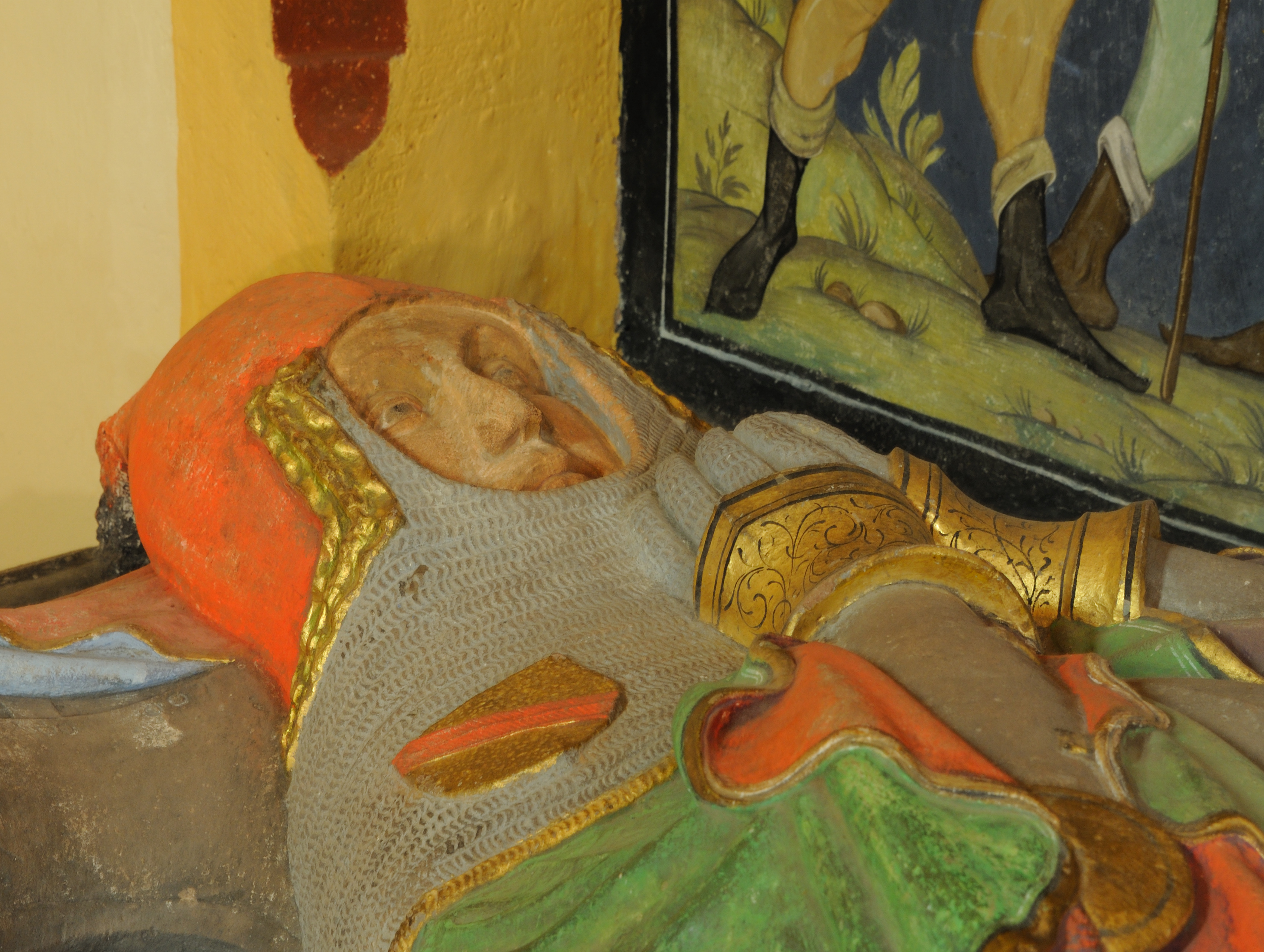
Grabmal Rudolfs III. von Hachberg-Sausenberg in der Röttler Kirche. Der Markgraf hatte nicht nur die Röttler Kirche umbauen und erweitern lassen, sondern auch auf der Burg rege Bautätigkeit entfaltet.

Die Markgrafen von Hachberg-Sausenberg waren ein Zweig der Markgrafen von Hachberg, der durch Erbteilung zwischen Heinrich III. und Rudolf I. Ende des 13. Jahrhunderts entstanden war. Sitz und Namensgeber dieses Zweiges war die Sausenburg östlich von Sitzenkirch. Für die Sausenberger bedeutete das Röttler Erbe einen deutlichen Machtzuwachs, der ihren Herrschaftsbereich wahrscheinlich verdreifachte. Die Burg Rötteln wurde dadurch Mittelpunkt einer vergrößerten Adelsherrschaft: Wohl noch vor 1317 zogen die Sausenberger auf Rötteln, und der Name der ererbten Burg und Herrschaft fand in die Namensgebung der Markgrafen Eingang.
Möglicherweise infolge von Erbschaftsauseinandersetzungen um die Röttler Herrschaft kam es im Herbst 1332 zu einer Belagerung der Burg: Einer der Markgrafen von Hachberg-Sausenberg hatte den Basler Bürgermeister, wahrscheinlich Burkard Wernher von Ramstein, erstochen, worauf ein Basler Heer vor die Burg zog, sie aber nicht eroberte: Der Konflikt wurde dann durch Vermittlung des Basler Landadels geschlichtet. Ob das Basler Erdbeben 1356 an der Burg zu Schäden geführt hat, ist umstritten. Jürgen Krüger bejaht dies aufgrund der Schäden am Basler Münster und geht von großen Beschädigungen aus, von denen lediglich der massiv gebaute Bergfried verschont geblieben sein könnte. Werner Meyer und Werner Wild weisen jedoch darauf hin, dass die Burg von zeitgenössischen Chronisten nicht als zerstört oder beschädigt erwähnt wurde und gehen deswegen allenfalls von geringfügigen Schäden aus.
Unter Markgraf Rudolf III. wurde die Pfarrkirche im Ort Rötteln erweitert, und auf der Burg Rötteln wird gleichsam vermehrte Bautätigkeit angenommen, obwohl deren Umfang nicht vollständig klar ist. Jedoch erscheinen zu Rudolfs Zeiten unter anderem ein wahrscheinlich beim Palas gelegenes, in den Sommermonaten bewohntes summerhus und ein Söller auf dem südlichen Turm in den Urkunden. Lange wurde auch davon ausgegangen, dass die Vorburg erst unter den Markgrafen von Hachberg-Sausenberg erbaut wurde, neuere Ausgrabungen legen jedoch nahe, dass zumindest Teile bereits zu Zeiten der Röttler Herren errichtet wurden. Sollte die Vorburg doch in die hachberg-sausenbergische Zeit fallen, wäre Rudolf III. ein wahrscheinlicher Bauherr gewesen. Ein zweiter, äußerer Mauerring um Teile der Hauptburg wird ebenfalls auf das 14. oder 15. Jahrhundert datiert; für 1420 ist eine zweite Zisterne in der Hauptburg erwähnt, eine weitere scheint es in der Vorburg gegeben zu haben. Durch den Zukauf der Herrschaft Neuenstein – zwischen Mittlerem Wiesen- und Wehratal gelegen – konnte Rudolf auch sein Territorium vergrößern; 1403 verlieh König Ruprecht dem unweit der Burg Rötteln gelegenen Ort Lörrach Marktrechte. Zu einer Stadterhebung kam es dabei noch nicht; einzige Stadt in Rudolfs Markgrafschaft blieb Schopfheim, Verwaltungszentrum die Röttler Burg. Rudolf III. war für ein weiteres bedeutendes geschichtliches Zeugnis ebenfalls verantwortlich: Wahrscheinlich zwischen 1396 und 1428 verfassten verschiedene Schreiber am Hofe des Markgrafen die Rötteler Chronik, eine Familienchronik der Markgrafen von Hachberg-Sausenberg-Rötteln.

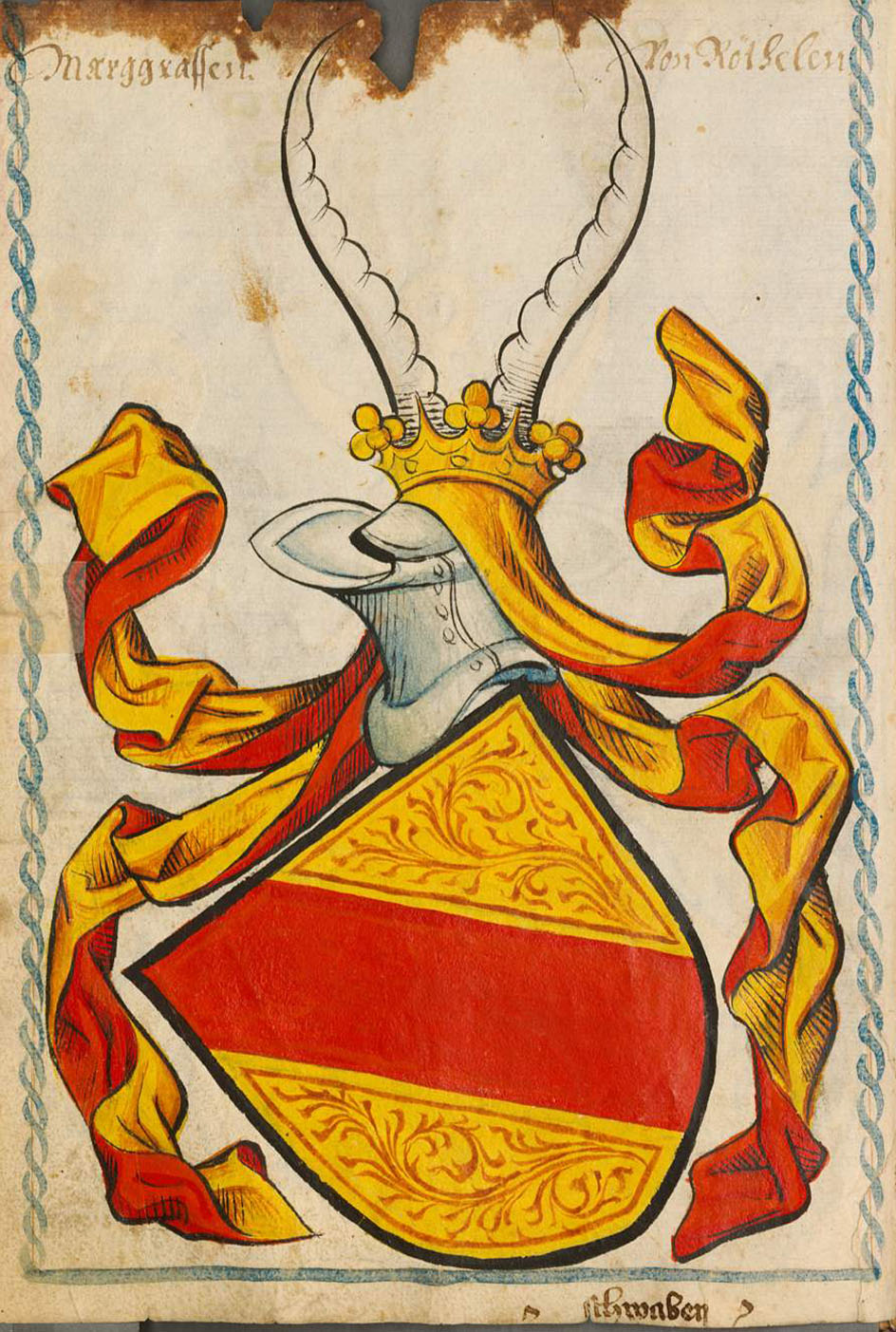
Wappen der Markgrafen von Hachberg auf Rötteln

Unter Rudolfs Sohn Markgraf Wilhelm begann eine Abkehr von den Stammlanden am Oberrhein; Wilhelm war oft in diplomatischer Mission unterwegs und bekleidete Ämter wie das des Statthalters am Basler Konzil oder des österreichischen Landvogtes im Sundgau, Elsaß, Breisgau und Schwarzwald. Er verbrachte nur wenige Zeit auf der Burg Rötteln, wo eine Amtsverwaltung mit einem Landvogt an der Spitze die Markgrafschaft verwaltete. Mitte des 15. Jahrhunderts war Wilhelm jedoch hoch verschuldet, wobei einige kostspielige Fehden seines Vaters Rudolf III. eine Rolle gespielt haben können, und übergab die Herrschaften Rötteln und Sausenberg an seine beiden Söhne Hugo und Rudolf (IV.). Mit Rudolf IV. setzte sich die Verlagerung des Herrschaftsmittelpunktes weg vom Oberrhein fort: Zwar schenkte ihm sein Vormund Johann von Freiburg 1444 die Herrschaft Badenweiler und vergrößerte dadurch den Besitz der Hachberg-Sausenberger im Breisgau (das noch heute so genannte Markgräflerland). Rudolf wuchs jedoch auch bei Johann in Neuenburg auf und erbte 1457 die Grafschaft Neuenburg, wodurch er burgundischer Lehensmann wurde und als Marquis de Rothelin häufig am burgundischen Hof Herzog Philipps des Guten weilte. In Dijon besaß Rudolf ein Schloss, sodass er wenig Interesse am Leben auf der Burg Rötteln hatte und dort wohl nur sehr selten lebte.
Am 9. Juli 1454 besuchte der burgundische Herzog, Philipp der Gute, den Markgrafen Rudolf IV. auf der Burg Rötteln, die damit für einen Tag den Glanz höfischen Lebens sah. Mit dem Herzog war eine größere Reisegesellschaft mit etwa 300 Pferden unterwegs.
Der Herzog befand sich auf der Rückreise vom sogenannten Türken-Reichstag in Regensburg den Kaiser Friedrich III. einberufen hatte und der vom 23. April bis 21. Mai 1454 dauerte. Es ging dabei um Pläne zur Rückeroberung von Konstantinopel. Die Gesellschaft hatte ihren Weg über Freiburg im Breisgau und Neuenburg am Rhein genommen. Am Folgetag ging es weiter nach Basel und von da nach Neuenburg am See, wobei der Herzog vom Markgrafen begleitet wurde.
Als Sitz der markgräflichen Verwaltung wurde die Vorburg weiter ausgebaut und erhielt wohl um 1460 ihr mehr oder weniger endgültiges Aussehen. Auf der Hauptburg wurde dem inneren Bering ein Turm angebaut, der sich anhand einer Sockelinschrift auf 1471 datieren lässt. Das äußere, in die Vorburg führende Burgtor enthält ein Wappen Rudolfs IV. und wird auf 1468 datiert.
Auch Rudolfs Sohn Philipp verbrachte seine Kindheit wahrscheinlich größtenteils fern von Rötteln und trat mit 16 Jahren in den Hof Karls des Kühnen von Burgund ein. Nach dessen Tod schlug er sich jedoch auf die Seite Frankreichs und heiratete Maria von Savoyen, eine Nichte des französischen Königs. Am französischen Hof wurde er unter anderem Marschall von Burgund und Gouverneur der Provence. 1490 schloss er jedoch mit seinem „gevettern“ Markgraf Christoph von Baden (tatsächlich waren die beiden nur sehr weitläufig miteinander verwandt) einen Erbvertrag, wonach für den Fall eines erbenlosen Todes des einen der andere die Herrschaft erben würde. Der Vertrag wurde als Rötteler Gemächte bekannt und wurde den jeweiligen Verwaltungen der Markgrafschaften Baden und Hachberg-Rötteln bekannt gemacht. Auf der Burg Rötteln ließ Philipp wahrscheinlich den Palas nochmals modernisieren und/oder dort ein neues Portal errichten, das einer entsprechenden Inschrift zufolge auf das Jahr 1494 datiert werden kann. Trotzdem war Philipp wahrscheinlich nur selten auf seiner Burg. Im Schwabenkrieg 1499 kämpfte er auf der Seite des französischen Königs und der Eidgenossen und damit sogar gegen seinen eigenen, auf Rötteln regierenden Landvogt, der in den Reihen der Habsburger stand. Philipp starb 1503 auf einer seiner burgundischen Besitzungen, sein Leichnam wurde in Neuenburg am See beigesetzt. Nur sein Herz wurde, wie er es verfügt hatte, in der Röttler Pfarrkirche beigesetzt.

### Die Markgrafen von Baden und Bedeutungsverlust

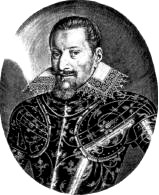
Georg Friedrich von Baden-Durlach, der letzte Markgraf der auf Burg Rötteln residierte.

Bereits zwei Wochen nach Philipps Tod, am 24. September 1503, nahm Christoph I. von Baden die Huldigung der sausenbergischen Landstände entgegen und zog danach als neuer Herr auf Burg Rötteln ein. Der Erbvertrag wurde dadurch rasch umgesetzt und den burgundischen Erben Philipps blieben lediglich verbale und diplomatische Proteste. Die Herrschaften Rötteln, Sausenberg und Badenweiler wurden und blieben Teil der Markgrafschaft Baden (beziehungsweise später der Markgrafschaft Baden-Durlach), die Burg Rötteln blieb auch ein Herrschaftszentrum für diese Gebiete.
Eine wichtige bauliche Änderung durch die badischen Markgrafen war die Befestigung des vor der Vorburg gelegenen Richt- und Gerichtsplatzes Kapf zur Bastion.
Dennoch spielte die Burg in der badischen Markgrafschaft nicht mehr jene Rolle, die sie zu Zeiten der Röttler und Sausenberger hatte: Trotz der Bastionierung blieb sie fortifikatorisch veraltet, wurde aber nicht zu einem Residenzschloss umgebaut. Überhaupt war die Burg nur noch einmal, von 1590 bis 1595 unter Markgraf Georg Friedrich, Sitz eines Regenten. Sie hatte bis zu ihrer Zerstörung hauptsächlich die Funktion des Herrschafts- und Verwaltungszentrums für das Oberamt Rötteln.

#### Besetzung im Bauernkrieg 1525
Die Burg war auch ein Schauplatz des Bauernkrieges. Sie hatte 1525 eine markgräfliche Besatzung unter dem Landvogt Konrad Dietrich von Bolsenheim, die durch Edelleute aus dem Umland verstärkt war.
Markgraf Ernst bemühte sich bei der Stadt Basel um Unterstützung um so die Burg vor Übergriffen zu schützen und sein Landvogt forderte in Basel konkret 30 Mann Basler Besatzung mit 2 Ratsleuten für die Burg Rötteln an.
Der Markgraf selbst befand sich am 15. Mai in Breisach am Rhein, da er rechtzeitig vor der Belagerung von Freiburg im Breisgau durch ein Bauernheer diese Stadt verlassen hatte. Von Breisach aus bat er den Basler Rat um eine persönliche Unterredung.
Die Bauernschaft fing Boten ab und erfuhr so von der Absicht der Basler, worauf sie eilends vor die Burg zogen und Einlass verlangten, den ihnen der Landvogt gegen die Zusicherung die Burg nicht zu beschädigen für 50 Mann auch gewährte. Die Bauern brachten die vorhandenen Geschütze mit Munition zur Belagerung von Freiburg. Der Landvogt und der Landschreiber, Balthasar Gut, weigerten sich der Aufforderung der Bauern nachzukommen und sich ihrem Aufstand anzuschließen, worauf sie zunächst festgehalten wurden. Auf Intervention von Basel ließ man sie aber bald darauf ziehen.
Die markgräfliche Verwaltung warf in einem Klagbrief vom Juli 1525 den Bauern vor, dass sie das Archiv aufgebrochen und Akten vernichtet hätten. Außerdem seien die Vorräte geplündert worden. Dem widersprachen die Bauern, die geltend machten, dass die Akten gar nicht mehr vollständig auf Rötteln aufbewahrt worden seien und ihnen selbst Schaden durch Vernichtung von Verträgen der „Landschaft“ entstanden sei. Die Vorräte seien nur für die Verpflegung der bäuerlichen Besatzung in der Burg verwendet worden. Die Besetzung von Rötteln und der anderen markgräflichen Schlösser (Sausenburg und Badenweiler) sei erfolgt, um diese vor Beschädigung durch andere Bauernhaufen – insbesondere durch den Schwarzwälder Haufen unter Hans Müller – zu bewahren.
Die Burgen wurden von der Bauernschaft nicht nur als markgräfliche Befestigungen, sondern auch als Landesfestungen verstanden. Nach ersten gravierenden Niederlagen benachbarter Bauernhaufen zogen sich die Markgräfler aus dem nördlichen Breisgau zurück und waren am 30. Mai wieder in ihren Dörfern. Zu diesem Datum war wohl auch die Besetzung der Schlösser beendet.
Im Winter 1525/26 und im Frühjahr 1526 streiften markgräfliche Reitertrupps von der Burg Rötteln in der Umgebung um flüchtige oder aus der Schweiz zurückkehrende Bauern aufzugreifen, denen eine Beteiligung am Aufstand vorgeworfen wurde.
Auf dem Richtplatz der Burg Rötteln (Kapf) wurden im April 1526 14 Todesurteile vollstreckt.
Es bleibt ungeklärt, ob die politischen Anführer der Bauernschaft bestraft oder Ausschreitungen im Rahmen des Aufstandes geahndet wurden. Das Schicksal der meisten namentlich bekannten Anführer ist unbekannt, von zweien ist überliefert, dass sie mit dem Leben davon kamen. Allerdings hat einer von diesen beiden sämtliche markgräflichen Lehen eingebüßt, womit seine wirtschaftliche Existenzgrundlage vernichtet wurde.

#### Dreißigjähriger Krieg

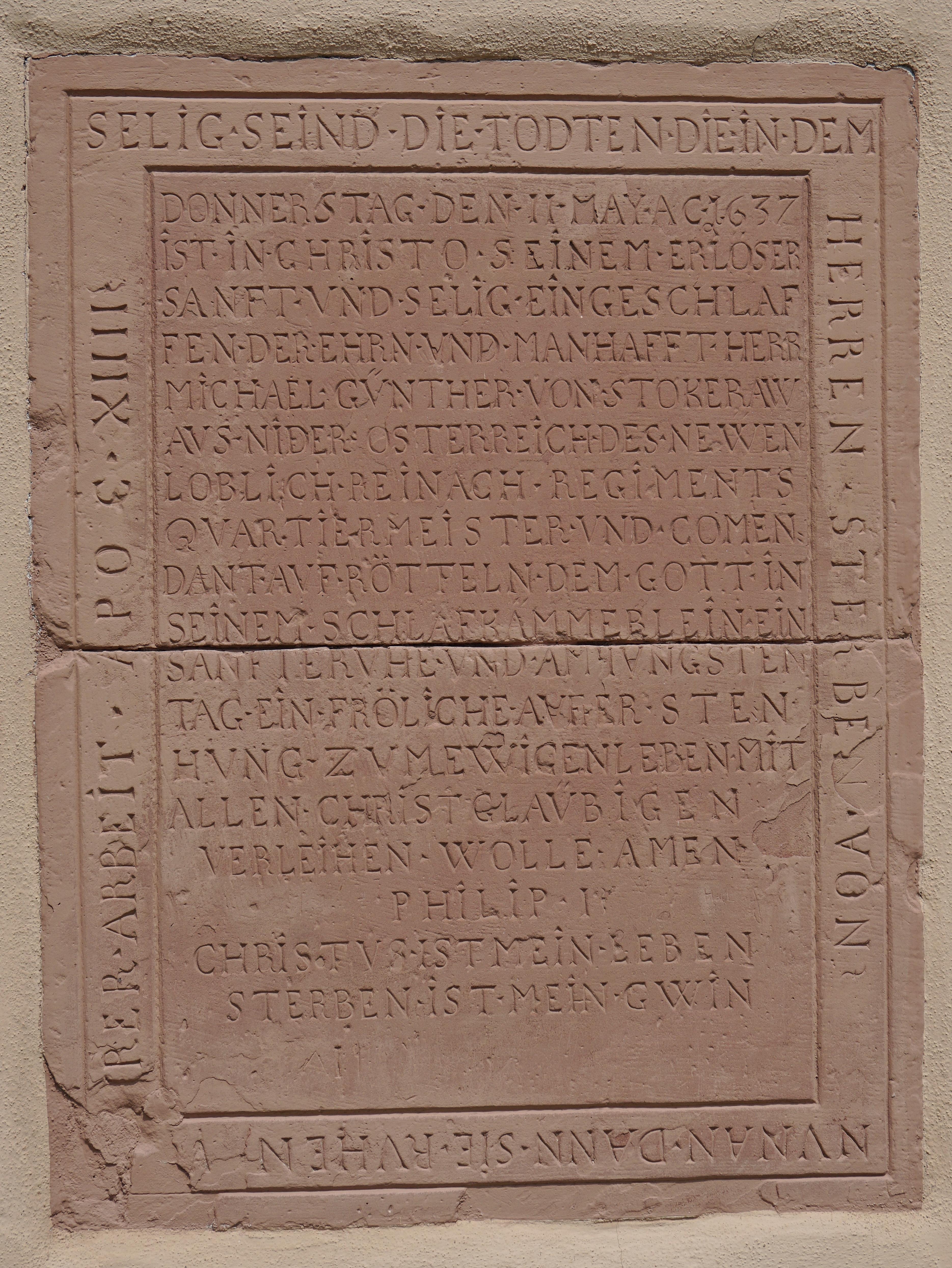
Epitaph für den kaiserlichen Kommandanten der besetzten Burg Rötteln, Michael Günter, an der Südwand der Röttler Kirche.

Im Dreißigjährigen Krieg war die Burg ab 1633 umkämpft.
Am 9. Maijul. / 19. Mai 1633greg. war das Schloss Badenweiler von den kaiserlichen Truppen aus der Festung Breisach eingenommen worden und in den folgenden Tagen wurde auch Burg Rötteln von den kaiserlichen Truppen des Grafen Montecuccoli und mit Unterstützung des Markgrafen Hermann Fortunat von Baden-Rodemachern genommen, wobei sie zwei Geschütze verloren.
Am 23. Junijul. / 3. Juli 1633greg. kapitulierte die kaiserliche Besatzung von Burg Rötteln vor den schwedischen Truppen des Rheingrafen Otto Ludwig. Die gesamte kaiserliche Besatzung erklärte sich bereit in schwedische Dienste zu treten, wurde jedoch nur zum Teil angenommen.
Nach den hohen Verlusten in der Schlacht bei Nördlingen im September 1634 zogen die Schweden ihre Besatzungen aus vielen befestigten Plätzen ab. Rheingraf Otto Ludwig sammelte die Verbände bei Straßburg. Das Geschütz aus den geräumten Gebieten wurde in der Hochburg und in Straßburg in Sicherheit gebracht. Die verlassenen Plätze – wie Burg Rötteln – wurden spätestens im Februar 1635 mit kaiserlichen Besatzungen versehen. An der Südwand der Röttler Kirche sind außen die Epitaphe für zwei Offiziere des kaiserlichen Regiments Reinach angebracht, die während der Besatzung 1635–1638 hier eines natürlichen Todes starben.
1638 wurden die kaiserlichen Truppen jedoch von Herzog Bernhard von Weimar in der Schlacht bei Rheinfelden besiegt und die kaiserliche Besatzung übergab die Stadt Rheinfelden am 14.jul. / 24. Märzgreg.. Der Herzog konnte nun die bisher durch die Belagerung gebundenen Truppen zur Eroberung des Breisgaus einsetzen. Die Hauptmacht rückte am 16.jul. / 26. Märzgreg. bis Lörrach vor und die Infanterieregimenter Kanoffski und Hattstein wurden gegen die Burg Rötteln gesandt. Oberst Kanoffski hatte bereits Musketiere vorausgesandt und die Burgbesatzung zur Übergabe aufgefordert. Nachdem dies verweigert wurde, begannen seine Truppen Schanzkörbe anzufertigen. Nach der Ankunft des Herzogs vor Rötteln erfolgte eine weitere Aufforderung zur Übergabe. Nachdem der Burgkommandant, Hauptmann Kemp, dies abermals ablehnte stürmten in der Frühe des 18.jul. / 28. Märzgreg. Einheiten der beiden Regimenter die Vorburg. Die Besatzung zog sich in die Oberburg zurück und kapitulierte alsbald, so dass innert einer Stunde die gesamte Burganlage in der Hand des Herzogs war. Vieh und Vorräte wurden nach Neuenburg am Rhein verbracht.
Die Kampfhandlungen um die Burg führten zu Schäden, die nach Kriegsende unter Markgraf Friedrich VI. ausgebessert wurden; die Rolle der Burg als Sitz der lokalen Verwaltung blieb erhalten. 1654 wird der Torturm als Gefängnis erwähnt.

#### Zerstörung im Holländischen Krieg
Im Holländischen Krieg wurde der Breisgau wieder Schauplatz von Kampfhandlungen. Nach dem Verlust von Freiburg an den französischen Marschall François de Créquy im November 1677 plündernden Anfang 1678 französische Truppen von Hüningen, Breisach und Freiburg aus den ganzen Breisgau. Erst Ende April 1678 sammelte der kaiserliche Feldherr Karl von Lothringen seine aus den Winterquartieren kommenden Truppen im Großraum Offenburg-Kehl, während die französische Armee des Marschalls Créquy sich im Raum Colmar-Benfeld aufstellte.
Am 28. Januar 1678 erschienen französische Truppen vor der Burg Rötteln und versuchten von der Schanze im Norden mit 400 Mann einen Angriff, der aber abgeschlagen werden konnte.
Am 29. Januar 1678 verbrannte das französische Kommando Röttelnweiler und „Rötteln Chilf“.
Die Armee des Marschalls Créquy befand sich Ende Juni 1678 auf dem Marsch aus seiner Stellung bei Freiburg nach Rheinfelden, das er einnehmen wollte. Am 18. Junijul. / 28. Junigreg. sandte er die Generale Louis-François de Boufflers und Claude de Choiseul-Francières der Hauptarmee voraus, die das rechte Rheinufer bei Rheinfelden besetzten. Nach einem zeitgenössischen deutschen Bericht hat eine unter dem Befehl Boufflers stehende Abteilung am 28. Juni um 4 Uhr morgens im Vorbeizug die Burgbesatzung in Rötteln zur Übergabe aufgefordert. Mit der Einnahme der Burg Rötteln und des Brombacher Schlosses hatte Créquy aber den „lieutenant-général de l’artillerie“ François Frézeau de La Frézelière beauftragt, der eigentlich die gesamte Artillerie von Créquys Armee befehltigte. Dieser erreichte mit seinem Kontingent aus sieben Eskadronen Kavallerie und drei Bataillonen Infanterie (insgesamt ca. 2000 Mann) mit Geschützen unter „lieutenant-général de l’artillerie“ François Frézeau de La Frézelière bald nach der Kapitulationsaufforderung die Burg und schloss sie ein. Die Burg wurde durch zwei Halbkartaunen mit etwa 10 Kilogramm schweren Eisenkugeln beschossen. Die kaiserliche Besatzung der Burg bestand aus etwa 150 Mann unter dem Kommando des Freiherrn von Walther, die größtenteils zum kroatischen Infanterie-Regiment unter Oberst Graf Adolf von Portia gehörten. 28 Stunden nach der Aufforderung zur Übergabe – also am 19. Junijul. / 29. Junigreg. 9 Uhr – kapitulierte die kaiserliche Besatzung. Unter ungeklärten Umständen, aber wahrscheinlich aus Zerstörungsabsicht, ging die Burg in der darauf folgenden Nacht vom 29. auf den 30. Juni in Flammen auf.
Am 22. Junijul. / 2. Juligreg. nahmen die französischen Truppen Frézelières auch das Brombacher Schloss ein und verbrannten es. Danach zog dieses Kontingent vor Rheinfelden, wo es am 26. Junijul. / 6. Juligreg. an der Schlacht bei Rheinfelden teilnahm.
Infolge der Zerstörungen verlor die Burg ihre Rolle als lokales Herrschaftszentrum, die Verwaltung wurde in das nahe gelegene Lörrach verlegt, das 1682 das Stadtrecht erhielt. 1689, während des Pfälzischen Erbfolgekrieges, schleiften französische Truppen auf Befehl des Gouverneurs der Festung Hüningen, Roger Brulart de Puysieux, auch die Bastion am Kapf. Die dort verbauten Steine wurden in der Folge beim Bau von Straßen verwendet. Der zunehmend ruinöse Zustand war vor allem durch das private Abtragen von Baumaterialien der Burganlage in Notzeiten bedingt. Die Gemarkung der zerstörten Burg wurde mit Röttelnweiler und Haagen vereinigt.

#### Nach der Zerstörung
Trotz der weitläufigen Zerstörungen und Schleifungen war die Burgruine entgegen landläufiger Darstellungen auch im 18. Jahrhundert bewohnt und wurde von der markgräflichen Verwaltung benutzt. Ein Keller diente unter anderem zur Einlagerung von Zehntwein, um die Burg wurde Acker- und Weinbau betrieben. Ab Mitte des 18. Jahrhunderts ist ein Rebknecht mit einem Diensthaus in der Burg nachgewiesen. Zumindest dieser Rebknecht wohnte damals auf der Burg. In der zweiten Hälfte des 18. Jahrhunderts zog sich die Verwaltung teilweise von ihrem Besitz auf der Burg und dessen Bewirtschaftung zurück und verkaufte Teile davon. So erwarb einer der Rebknechte sein Diensthaus zu eigen und kaufte auch das Gelände am Kapf für den Weizenanbau.
Am 28. Mai 1832 fand in den Ruinen der Burg eine Versammlung liberaler Bürger statt, die ihre Solidarität mit den Teilnehmern des gleichzeitig stattfindenden Hambacher Festes ausdrückten. Der Lörracher Bürgermeister, Johann Georg Grether, trat dabei als Redner auf.
1918 befand sich auf Rötteln eine Luftwache mit einer Flugabwehrkanone und 1940 eine kleine Militäreinheit mit einem leichten Maschinengewehr zur Luftabwehr.

### Die Erhaltung der Ruine

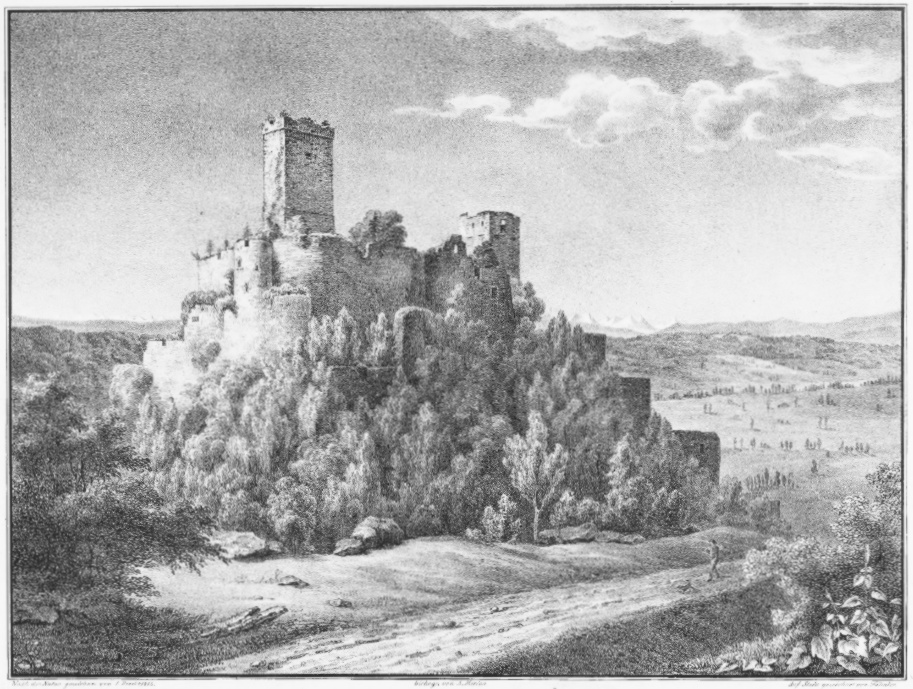
Die Burgruine um 1828

Ab 1834 gab es denkmalpflegerische Bemühungen des Großherzogtums Baden, dem die Burg nun gehörte. Um 1846 wurden rund 2100 Gulden für bauliche Maßnahmen ausgegeben. In der ersten Hälfte des 19. Jahrhunderts wurden vor allem Sicherungsarbeiten an den Mauerresten durchgeführt. Teilweise kam es dabei zu unsachgemäßen Restaurierungen, die später zu falschen Vorstellungen über die Bedeutung einzelner Bauteile führten. Erste systematische Arbeiten führte die Ortsgruppe Lörrach des Badischen Schwarzwaldvereins zwischen 1885 und 1888 durch: Sie legte einen Fußweg zur Burg an, untermauerte den oberen Turm und stellte Bänke auf. Der badische Großherzog Friedrich II. unterstützte nach einem Besuch die Erneuerung der südlichen Außenmauer der Burg. Zu jener Zeit war dieser Mauerabschnitt stark beschädigt.

#### Der Röttelnbund entsteht
1925 stellte das badische Finanzministerium unter Heinrich Köhler größere finanzielle Mittel zur Verfügung, um die Sicherheit der Besucher zu gewährleisten.
Am 25. Januar 1926 wurde der Röttelnbund im Haagener Gasthaus „Wiese“ gegründet, wobei auch der Maler Adolf Glattacker anwesend war. Über die ersten Jahre des Bundes gibt es wenige Informationen. Von Pfingsten 1930 bis ins Frühjahr 1931 ruhten die Arbeiten auf der Burg aufgrund von Streitigkeiten im Bund und Anfeindungen aus dem Umfeld.
Zum 1. Mai 1931 übernahm der Röttelnbund die Verwaltung des Bergfrieds, der als Aussichtsturm genutzt wurde. Am 20. Juni 1931 wurde in Zusammenarbeit mit dem Lörracher Verkehrsverein und der Firma Wilhelm Beisel aus Heidelberg. erstmals eine Beleuchtung der Burg durchgeführt. Ebenfalls 1931 wurden der Rittersaal und die Burgvogtei freigelegt und die Arbeiten zur Öffnung des Hexenkellers begonnen. Bei all diesen Arbeiten kamen Fundstücke zu Tage. Hierzu gehörten ein ganzer Kranz von Ofenkacheln sowie Stücke von Ofenkacheln. Außerdem wurden Pfeilspitzen, Eisenteile und Münzen gefunden.
In der Hauptversammlung vom 4. Januar 1931 wurde auch bereits die Errichtung einer Burgschenke diskutiert.
Am 7. August 1931 wurde die Burg vom Leiter der Bauabteilung des Finanzministeriums, Fritz Hirsch und dem Präsidenten des Schweizerischen Burgenvereins Eugen Probst besucht, die die bisherigen Arbeiten des Bundes auf der Burg für gut befanden. 1931 erschien der erste gedruckte Burgführer des Röttelnbundes von Karl Seith.
Nachdem im Herbst 1931 eine Verpachtung des Schlossgutes durch die Republik Baden anstand, bewarb sich der Röttelnbund darum. Das Land machte jedoch zur Bedingung, dass der Bund sich Statuten gab und sich formell in das Vereinsregister eintragen ließ. Dies wurde am 31. Oktober 1931 von einer außerordentlichen Hauptversammlung so beschlossen. Am 15. März 1932 wurde mit der Domänenabteilung des badischen Finanzministeriums der Pachtvertrag über das Schlossgut abgeschlossen. Damit wurde die Verwaltung des Schlossgutes und der Ruine selbst dem Verein übertragen. Dabei wurde auch der Ausbau einer Gastwirtschaft gestattet und der Röttelnbund bemühte sich um eine Konzession, die vom Bezirksamt Lörrach am 31. Mai 1932 genehmigt und mit Urkunde vom 3. August 1932 bestätigt wurde. Schon am 16. Juli 1932 war die Burgschenke offiziell eröffnet worden und noch im Sommer wurden im Garten der Schenke von den Musikvereinen aus Haagen, Lörrach und Schopfheim Konzerte gegeben.
Im 2. Halbjahr 1932 führte eine Gruppe des Deutschnationalen Handlungsgehilfen-Verbandes in einer Maßnahme des Freiwilligen Arbeitsdienstes (FAD) Freilegungsarbeiten auf der Nordwest- und Westseite der Ruine Rötteln durch. Etwa 25 arbeitslose Kaufleute erbrachten nahezu 3000 Manntage an Arbeitsleistung. Die Planung der Arbeiten hatte der Präsident des Schweizerischen Burgenvereins, Eugen Probst, übernommen.
1932 wurde zusammen mit dem Verkehrsverein Lörrach ein Werbeplakat herausgegeben, das von dem Maler Eugen Feger gestaltet wurde.

#### Während der NS-Zeit

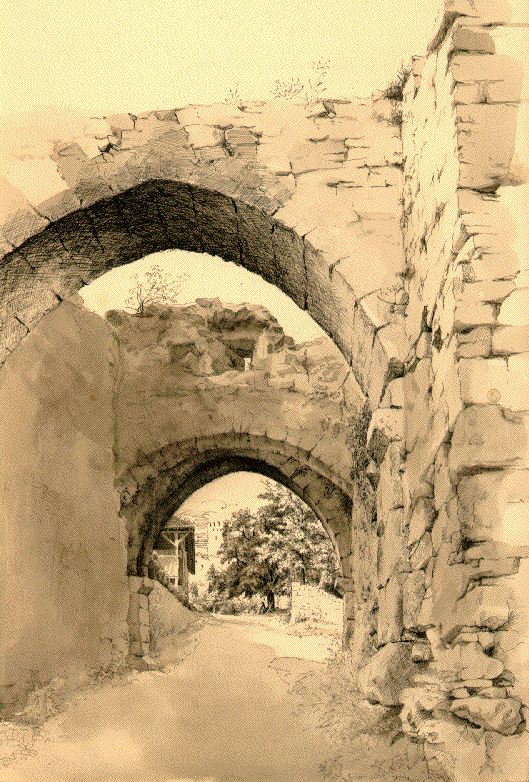
Die kolorierte Federzeichnung von August Heckmann zeigt den Zustand im Jahr 1945, hier: das untere Burgtor

Nach der nationalsozialistischen Machtergreifung im Januar 1933 übernahm im Rahmen der Gleichschaltung der Rektor der Volksschule Lörrach, Rudolf Greiner, im Auftrag der Kreisleitung der NSDAP den Vorsitz im Verein. Der jeweilige Kreisleiter der NSDAP erhielt 1934 von Amts wegen Sitz und Stimme im Vorstand. Die freiwillige Arbeit auf der Burgruine ruhte bis Mai 1933 und beschränkte sich dann auf die Ausbesserung der Wege. Die neue Landesregierung unter Walter Köhler erstattete einen großen Teil der Kosten für den Ausbau der Burgschenke. Der Verein berichtet für 1933 von deutlich rückläufigen Besucherzahlen auf dem Bergfried, da aufgrund der politischen Veränderungen viele Besuche aus Basel ausblieben. Die Zusammenarbeit mit Eugen Probst dauerte jedoch an.
1938 wurden Erhaltungsarbeiten an Bergfried, Hexenkeller und Burgvogtei begonnen und 1939 beendet. 1938 besuchten auch der oberste Denkmalpfleger des Reiches Robert Hiecke und sein badisches Pendant Otto Linde die Burgruine und signalisierten ihre Zustimmung zur Arbeitsweise des Vereins. Es wurden vielfache Keramikfunde gemacht und einige Eisenfunde mit Unterstützung des Badischen Landesmuseums und des Augustinermuseums (Freiburg) präpariert. 1939 erneuerte man den Zugang zur Oberburg durch den Bau einer neuen Brücke aus Eichenholz. „Im Schloßhof wurden Mauerteile der Kapelle, eines Kellergebäudes und der Zisterne erneuert.“
Die NSDAP und ihre Nebenorganisationen instrumentalisierten die Burg als Kulisse für ihre Propaganda. Zum Tag des Großdeutschen Reiches am 9. April 1938 fand wiederum eine Illumination der Burg statt. Die Nationalsozialistische Gemeinschaft Kraft durch Freude (KdF) führte 1938 und 1939 ein Sommernachtsfest auf der Burg durch.
Während des Zweiten Weltkrieges stockten die Arbeiten auf der Burg weitgehend, da auch viele Helfer der Arbeitsgruppe zum Militär eingezogen wurden.

#### Seit Kriegsende
Mit dem Kriegsende verfügten die Besatzungsmächte die Auflösung aller Vereine. Am 27. Februar 1949 erfolgte in der Burgschenke die Neugründung des Röttelnbundes, der 10 Jahre mit öfter wechselndem Vorstand folgten.
Im Oktober 1963 übernahm die Stadt Lörrach das untere Burgareal mit der Burgschenke. Mit dem Engagement der Stadt auf der Burg war die Erwartung verknüpft, dass ein Neubau der Gaststätte erfolgen würde. Pläne hierfür wurden jedoch 1967 aus finanziellen Gründen begraben, womit die teilweise bestehenden Befürchtungen über eine negative Veränderung des Gesamtbildes zerstreut wurden.
Anfang der 1960er Jahre wurde unter finanzieller Mithilfe des Landkreises, der Stadt Lörrach und der damals noch selbständigen Gemeinde Haagen die Zufahrtsstraße gebaut und eine Toilettenanlage eingerichtet. Auch die Frischwasserzufuhr und die Abwasserbeseitigung wurde sichergestellt. 1968 wurde der Parkplatz unterhalb der Burg im Gewann Hofgarten gebaut, womit die Infrastruktur für die Burgbesucher und die Burgfestspiele deutlich verbessert wurde.
Auf Initiative des 1966 gegründeten Vereins Burgfestspiele Rötteln und ermöglicht durch eine Spende des Großversandhauses Schöpflin Haagen konnte 1967 die Beleuchtung der Burg realisiert werden. Die Stromkosten übernimmt die Stadt Lörrach, deren Wahrzeichen nun nachts von weit her sichtbar ist.

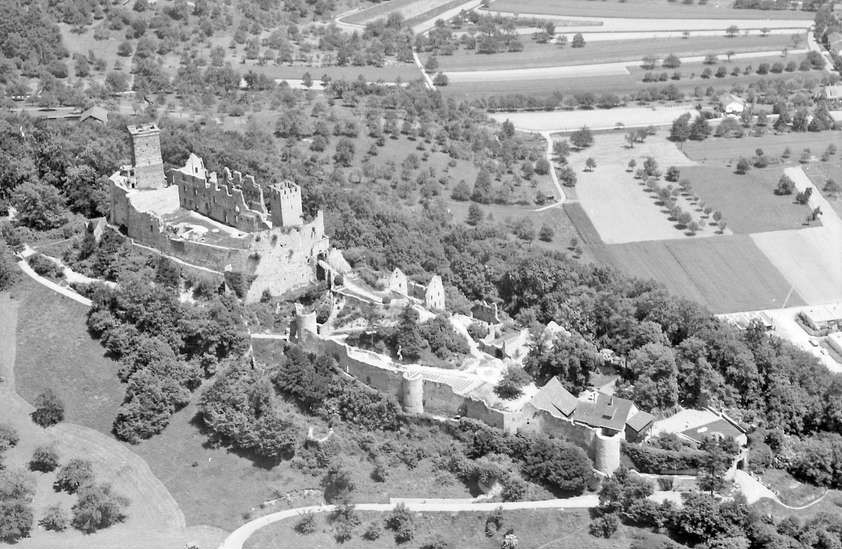
Westliche Vogelschau auf die Burg (1972)

Im August 1974 lösten sich Steine über dem Haupteingang zur Oberburg und eine Besucherin wurde von einem Stein verletzt, was zur Sperrung der Oberburg für Besucher bis 4. April 1975 führte. Durch Spendenaktionen in den Jahren 1974/75 konnte die Restaurierung bezahlt werden.
1975 wurde die gotische Fensterfront auf der Ostseite des Palas restauriert. In Absprache mit den zuständigen Behörden erfolgte 1975 auch ein Großversuch mit Anwendung neuer Techniken (z. B. Epoxidharzsandstein) zur Restaurierung. In diesem Rahmen wurden ca. 100 m² Mauerfläche des sogenannten Neuen Baues (nördlicher Teil des Palas) restauriert. Die Kosten des Großversuchs übernahm die Firma Ciba-Geigy. Im Januar 1976 zeigten sich Risse in der Schildmauer im Nordostteil der Burg, die in der Folgezeit jedoch dank Spenden wieder aufgebaut werden konnte, da die staatlichen Zuschüsse nicht ausreichend waren. 1985 wurde die ehemalige Landschreiberei ausgebaut, sie beherbergt einen Kiosk, ein Museum und ein Archiv.

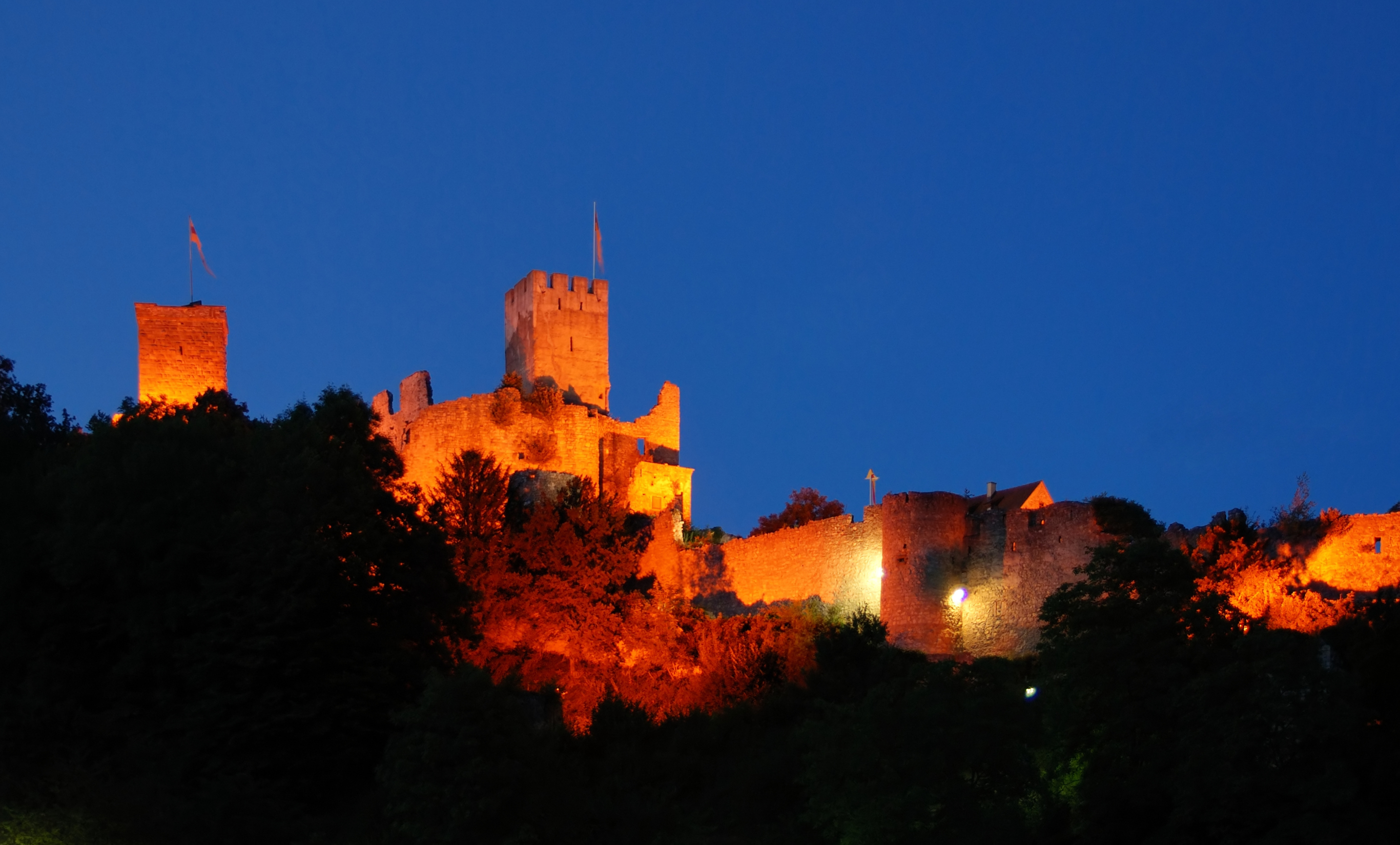
Abendlich beleuchtete Burg 2008

2001 wurde der Südturm der Oberburg (Giller) durch den Einbau einer Treppe den Besuchern zugänglich gemacht.
Nachdem in den Jahren 2010 bis 2012 das Betriebsgebäude der Burg saniert worden war, begannen in der ersten Jahreshälfte 2013 umfangreiche Arbeiten zur Außensanierung des Mauerwerks. Da die Arbeiter beim Bau der mittelalterlichen Wallanlage den Schutt zwischen den äußeren und inneren Teil der Mauer abgeladen hatten, verlor das Mauerwerk im Laufe der Jahrhunderte an Halt und sackte ab. Daraus ergab sich eine Steinschlaggefahr. Um dem entgegenzuwirken, wurden zur Verstärkung der Mauern und um deren weitere Neigung zu verhindern, Stahlanker eingefügt. Die Kosten teilten sich nach den Besitzverhältnissen das Land Baden-Württemberg für den Nordteil der Burg und die Stadt Lörrach für den Südteil. 2019 musste im Nord-Westen der Vorburg die äußere Umfassungsmauer saniert werden.
Eine genaue baugeschichtliche Dokumentation der Burg Rötteln steht noch aus. Der heutige Forschungsstand entspricht in etwa dem von vor 100 Jahren. Eine für 2020 ins Auge gefasste Grabung konnte aufgrund der Corona-Pandemie nicht begonnen werden.
Durch die Unterstützung seiner rund 600 Mitglieder kann der Röttelnbund mit der aktiven Mitarbeit von etwa 25 Personen auch künftig den laufenden Unterhalt sicherstellen zumal in der Arbeitsgruppe auch eine Anzahl Jugendlicher mitwirkt.

#### Forschungsgrabung 2023
Zwischen dem 22. Mai und dem 21. Juli 2023 erfolgte auf Burg Rötteln eine Forschungsgrabung zur Erfassung der Strukturen der frühen Bauphasen. Es handelte sich um ein Unterprojekt des grenzüberschreitenden, deutsch-französisch-schweizerischen Kultur- und Tourismusprojekts Burgen am Oberrhein
(französisch Châteaux Rhénans), das von der Europäischen Union im Rahmen des Projektes Interreg VI A kofinanziert wurde. In den wöchentlich wechselnden Teams der ehrenamtlichen Helfer wirkten insgesamt 44 Personen aus Deutschland, Frankreich und der Schweiz unter der Leitung von Heiko Wagner mit. Zudem unterstützte die Arbeitsgruppe des Röttelnbundes die Arbeiten. Die Förderung durch Intereg bedingte auch den Austausch mit der parallel durchgeführten Grabung auf der
Oedenburg im Elsass. Das Röttler Projekt wurde in Kooperation zwischen dem Landesamt für Denkmalpflege Baden-Württemberg und den Staatlichen Schlösser und Gärten Baden-Württemberg durchgeführt. Im Regierungsbezirk Freiburg handelte es sich um die erste Forschungsarbeit dieser Art seit 2004.
Eine bauhistorische Dokumentation und Untersuchung der Nordteils der Burg durch die Bauforscherin Katharina Herrmann ist noch nicht abgeschlossen. Die zahlreichen Fundstücke sollen 2025 in einer Wanderausstellung gezeigt und anschließend im Burgmuseum ausgestellt werden.

## Lagebeschreibung

### Lage und Umgebung

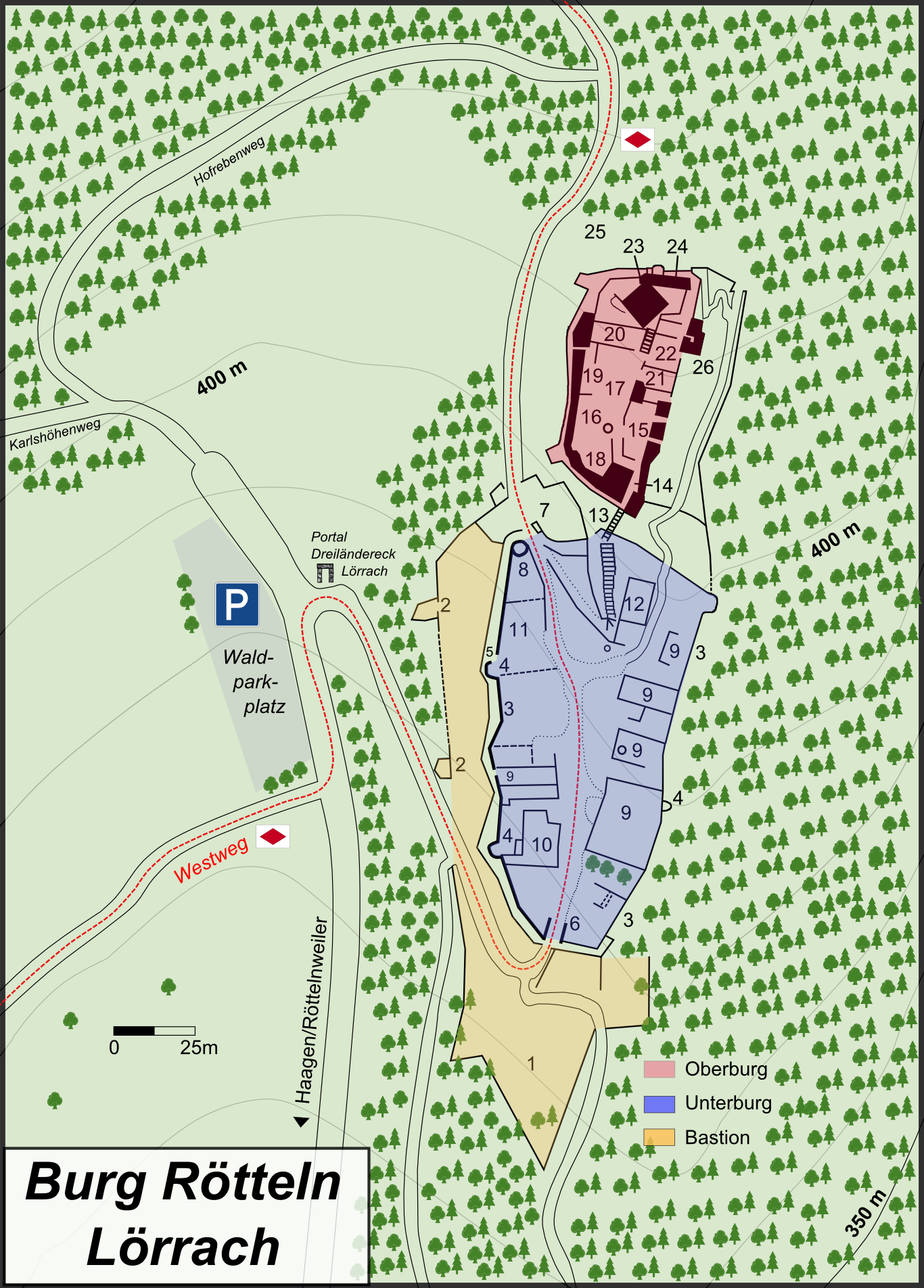
Grundriss- und Umgebungskarte der Burg Rötteln mit den drei Abschnitten:

Die Burg Rötteln erhebt sich oberhalb des Lörracher Ortsteils Haagen auf einem gut 400 Meter hoch gelegenen, bewaldeten Bergsporn. Die längliche Burganlage folgt grob der vom Bergrücken vorgegebenen Nord-Süd-Richtung und wird unterteilt in die Unter- bzw. Vorburg und die Ober- bzw. Hauptburg. Insbesondere die Hauptburg ist durch zwei markante Wehrtürme von größerer Entfernung aus wahrnehmbar. Von den Wehrtürmen kann man das untere Wiesental nach Osten und Süden einsehen, das auf Höhe der Burg annähernd eine 90-Grad-Biegung vollzieht. Die Anlage dehnt sich rund 300 Meter in der Nord-Süd-Achse und über 50 Meter in der Ost-West-Achse aus. Entlang des Berghangs weist Burg Rötteln eine Höhendifferenz von etwa 50 Metern zwischen dem niedrigsten Teil an der Spitzeckbastion Kapf im Süden und dem höchsten auf der Oberburg im Norden auf.
Die Fundamente der Burg liegen teilweise auf der Juraformation des oberen Dogger, teilweise auf Meeressandsteinkonglomeraten, die dem Mitteloligozän zuzuordnen sind. Das östliche Drittel der Anlage steht auf dem Oberen Hauptrogenstein, das mittlere auf den Movellier-, Ferrugineus- und Variansschichten, das westliche auf Meeressandsteinkonglomeraten. Alle Gesteinsarten fanden beim Bau der Burg Verwendung.
Die „blaßroten, verkieselten Buntsandsteinquader der Türme und der tiefrote, feinkörnige Buntsandstein, der überall dort verarbeitet wurde, wo profilierte Werkstücke verlangt wurden (Fenster- und Türrahmen, Konsolen, Gewölberippen, Bodenfließen, Schmucksteine, Wappenbilder u. a.)“ stammen aus dem Wiesental. Der Steilhang, aus dem der Bergsporn mit der Burg vorsteht, und der nördlich davon beginnende Röttler Wald gehören geologisch bereits zum Schwarzwald.
Das Gelände fällt vom Bergsporn aus mehr als 15 Meter in einen weiträumigen Graben ab. Diese günstige topografische Situation dürfte auch den Ausschlag gegeben haben, dort eine Höhenburg zu errichten.

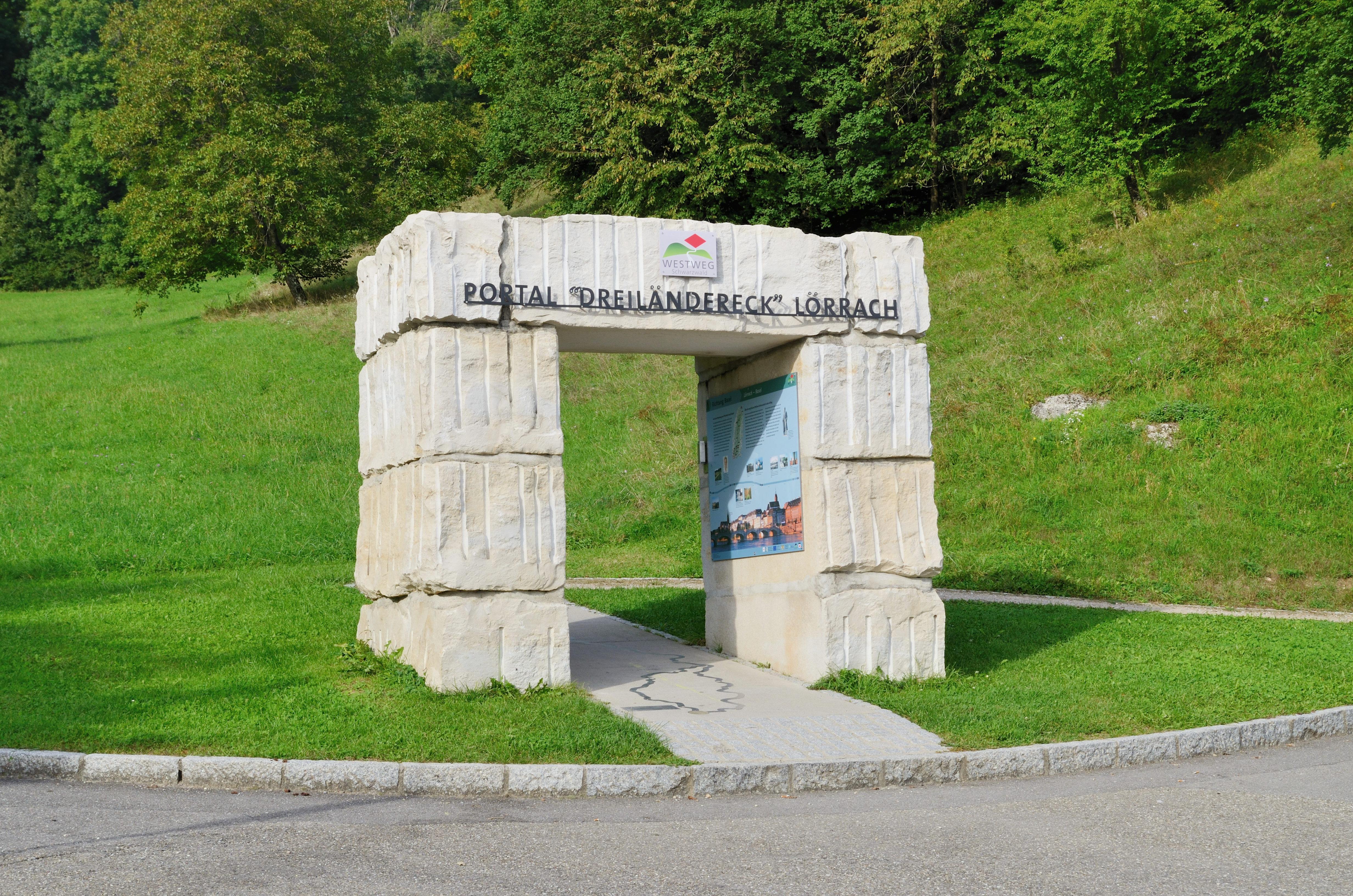
Portal Dreiländereck

Die Burg Rötteln ist von Röttelnweiler im Süden aus über eine steile (Gradiente: 13,5 %) Straße, die über die Bundesautobahn 98 führt, erreichbar. Ein Parkplatz für Besucher befindet sich unmittelbar unter der Burg auf einer kleinen Hochebene, die weiter westlich von der Karlshöhe begrenzt wird. Östlich und nordöstlich fällt der Sporn steil ins Manzental ab, das besonders im unteren Teil dicht besiedelt ist. Vom Parkplatz aus führt ein asphaltierter Weg in einer Serpentine entlang der Westflanke der Vorburg zum südlich gelegenen Hauptportal in die Burg. Nördlich der Burg kreuzen sich an einem Grillplatz mehrere Wanderwege. Unter anderem verläuft dort die 13. Etappe des Westwegs, der von Pforzheim nach Basel führt. Ein Teil der Westweg-Route verläuft an den Mauern der Oberburg vorbei durch das Tor am Rundturm im Nordwesten zum Südportal und damit durch die Burganlage. Ein Wegpunkt ist ein steinernes, drei Meter hohes Granitportal, das sogenannte Portal Dreiländereck Lörrach. An der Burg Rötteln steht das südlichste von insgesamt zwölf Westweg-Infoportalen des überregionalen Fernwanderweges.

### Landschaftsschutzgebiet
Durch Unterstützung des Landrats Albert Peter wurden mit Verordnung vom 18. Februar 1938 Ruine und Umgebung als Schutzgebiet ausgewiesen. Heute umfasst das Landschaftsschutzgebiet Schloß Rötteln und Umgebung 50,9 Hektar und wird wie folgt beschrieben: „Sehr bemerkenswerte große Schloßruine in landschaftlich hervorragender Lage und Umgebung, besonders Baumgärten, Gebüsch, Wiesen, Waldrand.“ Das Schutzgebiet umfasst den südlichen Teil des Röttler Waldes und wird im Süden vom Verlauf der A 98 und im Osten durch das Besiedlungsgebiet des Ortsteils Haagen begrenzt.

## Beschreibung

### Unterburg

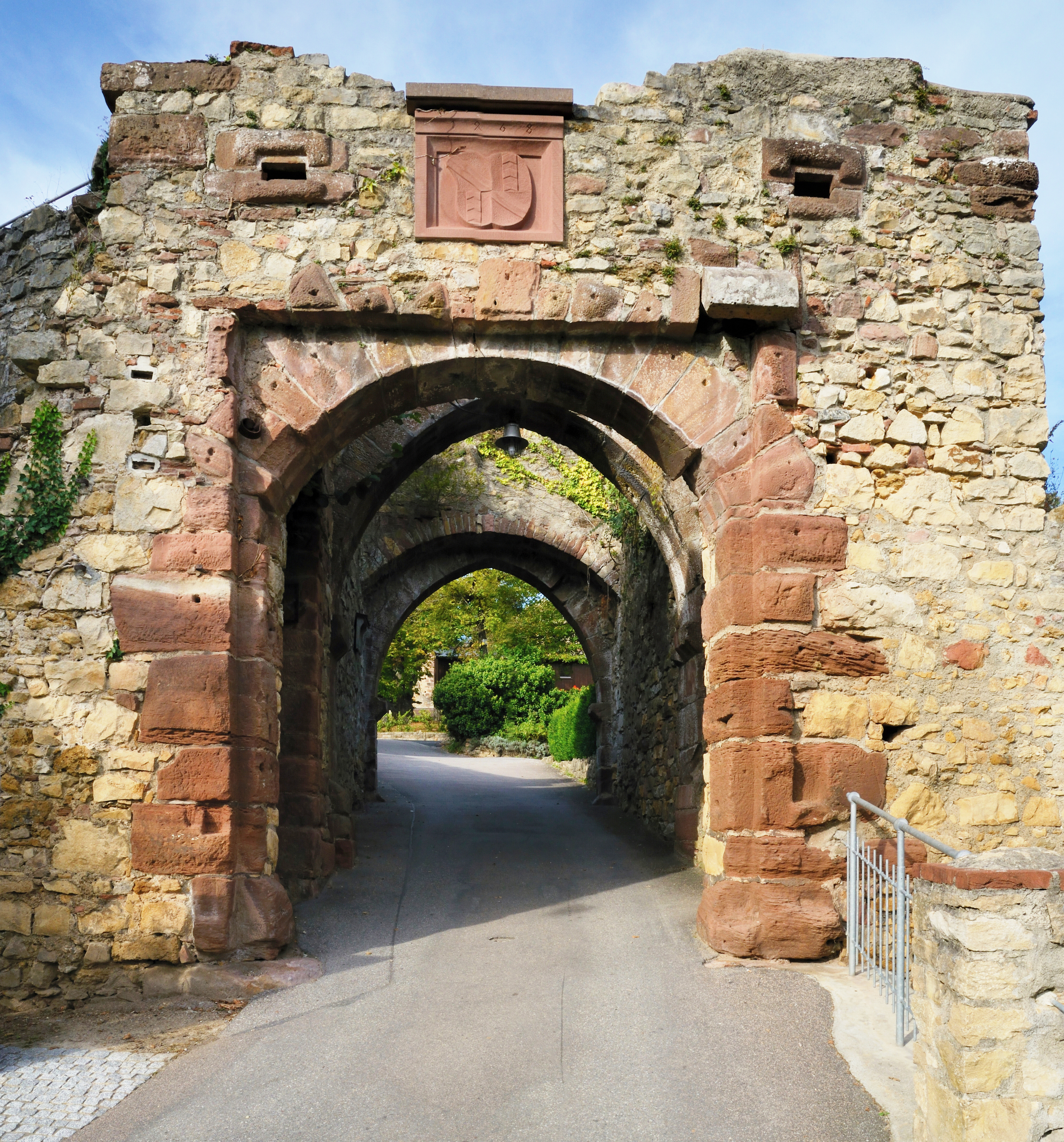
Das mehrfach gestaffelte Südportal von 1468

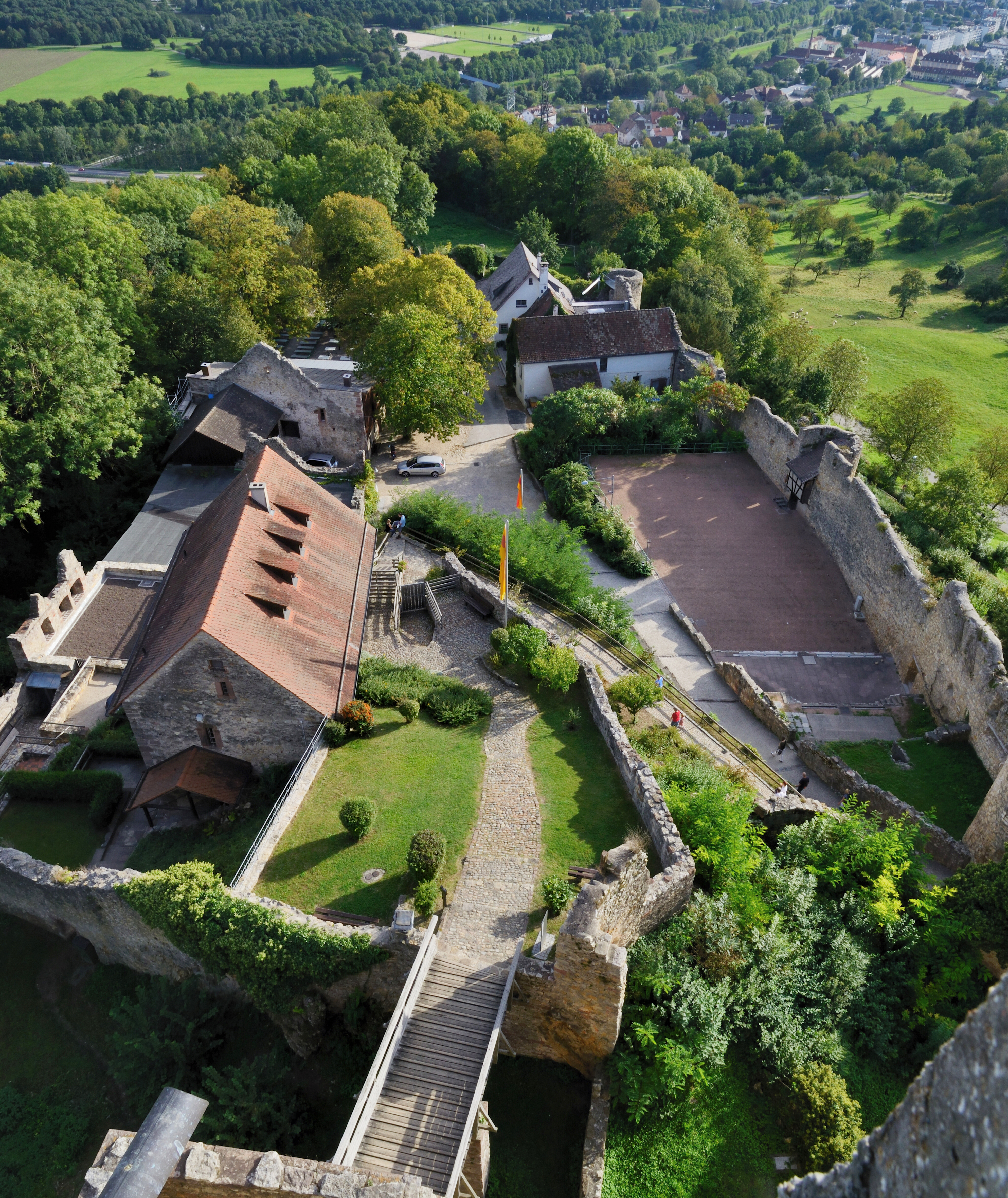
Blick vom Südturm auf die Unterburg

Der jüngere Teil der Burg, die ausgedehnte Unterburg, auch Vorburg genannt, bildet am südlichsten Punkt einen Spornfortsatz. Sie liegt rund fünf Meter niedriger als die Hauptburg und wird durch einen Halsgraben von ihr getrennt. Vom Südabschluss mündet die Anlage in eine Spitzeckbastion, den Kapf. Die ursprünglich als Richtstätte verwendete Schanze war sternförmig ausgebaut, wurde jedoch von der französischen Armee Ende des 17. Jahrhunderts abgetragen. Das große Plateau ist noch zu erkennen.
Die Unterburg ist erst seit dem Spätmittelalter belegt, weswegen die Forschung bisher davon ausging, dass sie vor 1316, als die Burg an die Markgrafen Hachberg-Sausenberg überging, noch nicht bestand. Archäologische Befunde aus dem Jahr 2011 legen jedoch nahe, dass zumindest Teile bereits im 13. Jahrhundert bestanden. Ihre Grundfläche ist im Westen von einem doppelten Bering und drei Schalentürmen umschlossen. In der Längsachse misst der Teil der Burg 120, in der Breite knapp 60 Meter und ist damit viermal so groß wie die Hauptburg.
Die Unterburg betritt man von Süden über das untere Burgtor als Haupteingang. An der oberen Kante des Torbogens ist die Jahreszahl 1468 eingemeißelt. Ehemals befand sich an dieser Stelle eine Zugbrücke über einen Graben und ein gestaffeltes Tor. Die Unterburg kann kostenfrei besichtigt werden. Vom Tor führt ein gerader Weg in der Unterburg bergauf. Östlich davon befand sich die Landschreiberei mit dem Gerichtstisch des Landgerichtes, von der nur noch die Grundmauern erhalten sind. Daran schlossen sich weiter nördlich Wirtschaftsgebäude an, die teilweise mit neueren Häusern überbaut wurden. Die Burgschenke westlich des Weges ist noch als Gaststätte bewirtschaftet. Weiter nördlich werden die von den Grundmauern weiterer Wirtschaftsgebäude begrenzten Flächen für die Röttler Burgfestspiele als Bühnen- und Zuschauerraum benutzt.
Im oberen Drittel der Unterburg teilt sich der Weg, an dessen Gabelung sich eine alte Zisterne befindet. Der westliche Weg führt geradeaus über das Nordwesttor und das Vorwerk wieder aus der Burg heraus. Ein massiver Rundturm am Tor wird in Anlehnung an die landständische Verwaltung und Gerichtsbarkeit auf Rötteln „Die Landschaft“ genannt. Vor dem Nordwesttor abzweigend führt ein steiler Weg zur ehemaligen Landschreiberei, in deren oberem Stockwerk der Röttelnbund ein kleines Museum zur Burg Rötteln eingerichtet hat. Dort befindet sich auch ein Kassenraum für die Besucher der Oberburg. Die Landschreiberei ist sowohl von der Gabelung als auch über den östlich abzweigenden Weg erreichbar. Ein Raum, Knechtstube genannt, wird vom Lörracher Standesamt auf Anfrage für Trauungen verwendet.
In der Westfront der Unterburg sind drei kleinere Wehrtürme ins Mauerwerk integriert. An dieser Seite führt ein Wehrgang an der Burg vorbei in nördlicher Richtung zum mittleren Haupttor.

### Oberburg

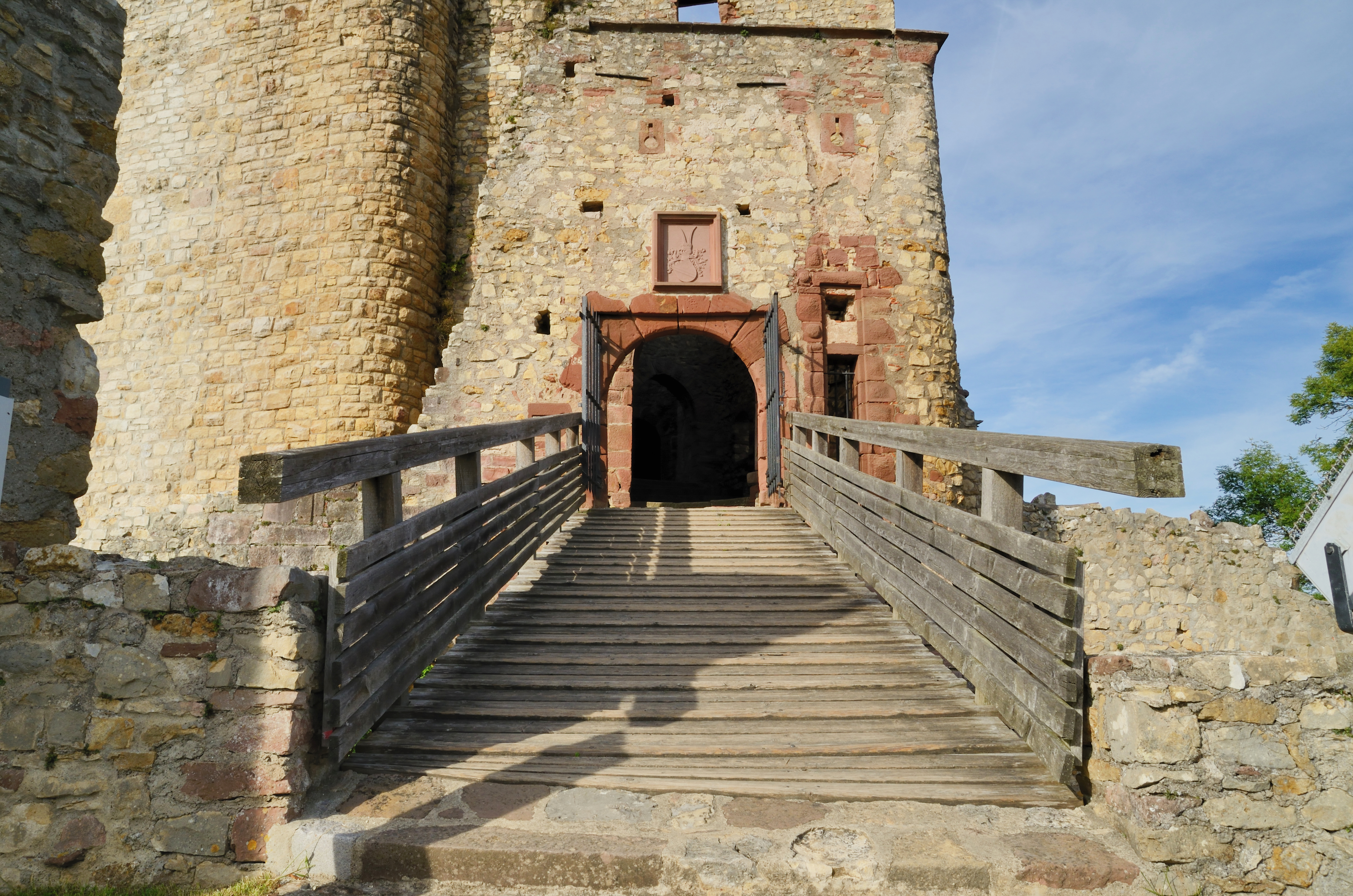
Zugang zur Oberburg über die Holzbrücke

Die Oberburg, auch Hauptburg genannt, ist vom Torbau mit Wächterstube über eine steil ansteigende Holzbrücke erreichbar. Der Zugang erfolgte einst über eine Zugbrücke, deren Spuren am Portal zu sehen sind. Sie führte über einen tiefen Halsgraben. Die steinernen Brückenpfeiler sind noch erhalten. Im Mittelalter war dies der einzige Zugang zur Oberburg. Wenn das Haupttor verriegelt war, gewährte lediglich ein schmaler Einlass rechts vom Portal den Zutritt. Das Tor trägt oben einen Wappenstein der Markgrafen von Hachberg-Sausenberg. Es ist eine Kopie; das Original mit deutlichen Spuren der Verwitterung befindet sich im kleinen Burgmuseum. Beiderseits des Portals dienten Schlüsselschießscharten der Verteidigung der Anlage. Nach dem Portal folgt im Inneren der Oberburg die Toranlage aus verschiedenen Bauzeiten mit einem Wartturm am Südturm. Die ehemalige Turmwächterstube war mit einem Kamin ausgestattet.

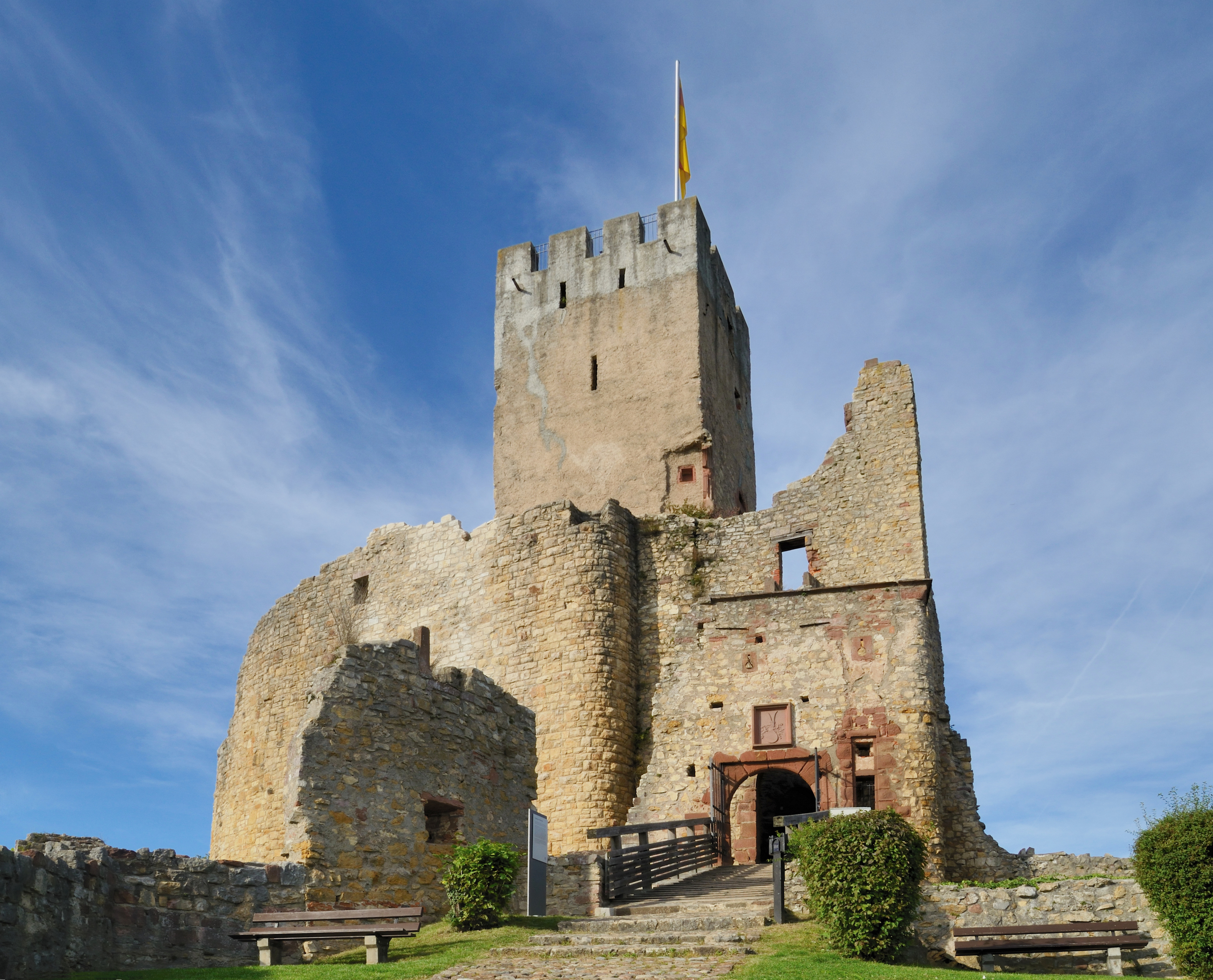
Oberburg mit Südturm

Ein verwinkelter, teilweise mit originalem Kopfsteinpflaster ausgelegter Weg führt hinauf zum Burghof. Dieses rund 75 × 30 Meter umfassende Areal ist der älteste und am stärksten veränderte Bauteil der Burg. Die elementarsten Baukörper der Oberburg sind die beiden markanten Türme, die in ihrer Längsachse den die Anlage nach Osten abschließenden Palasbau abschirmen.
Auf der Westseite der Oberburg befinden sich keine weiteren nennenswerten Bauten. Daher geht die Forschung von einer intensiven Flächennutzung der Anlage aus. Neben unterkellerten Bereichen ist im unteren Hofbereich das Mundloch einer Zisterne erkennbar. Aus der Rötteler Chronik ist bekannt, dass sie im Jahr 1420 ausgebessert wurde, was darauf hinweist, dass sie bereits damals ein beträchtliches Alter hatte und zusammen mit dem ältesten Teil des Palas errichtet wurde. Der für die Wasserversorgung der Oberburg verwendete Speicher war eine sogenannte Filterzisterne, die das aufgefangene Wasser über Sandschichten filterte und mit Mineralstoffen anreicherte. Das gesammelte und gereinigte Wasser konnte wie aus einem Brunnen mit Eimern geschöpft werden.
Der Hof erscheint durch das Fehlen der Bauwerke auf der Westseite sehr geräumig. Denkbar ist auch, dass im Hof hölzerne Wirtschaftsgebäude standen.

#### Nordturm (Bergfried)

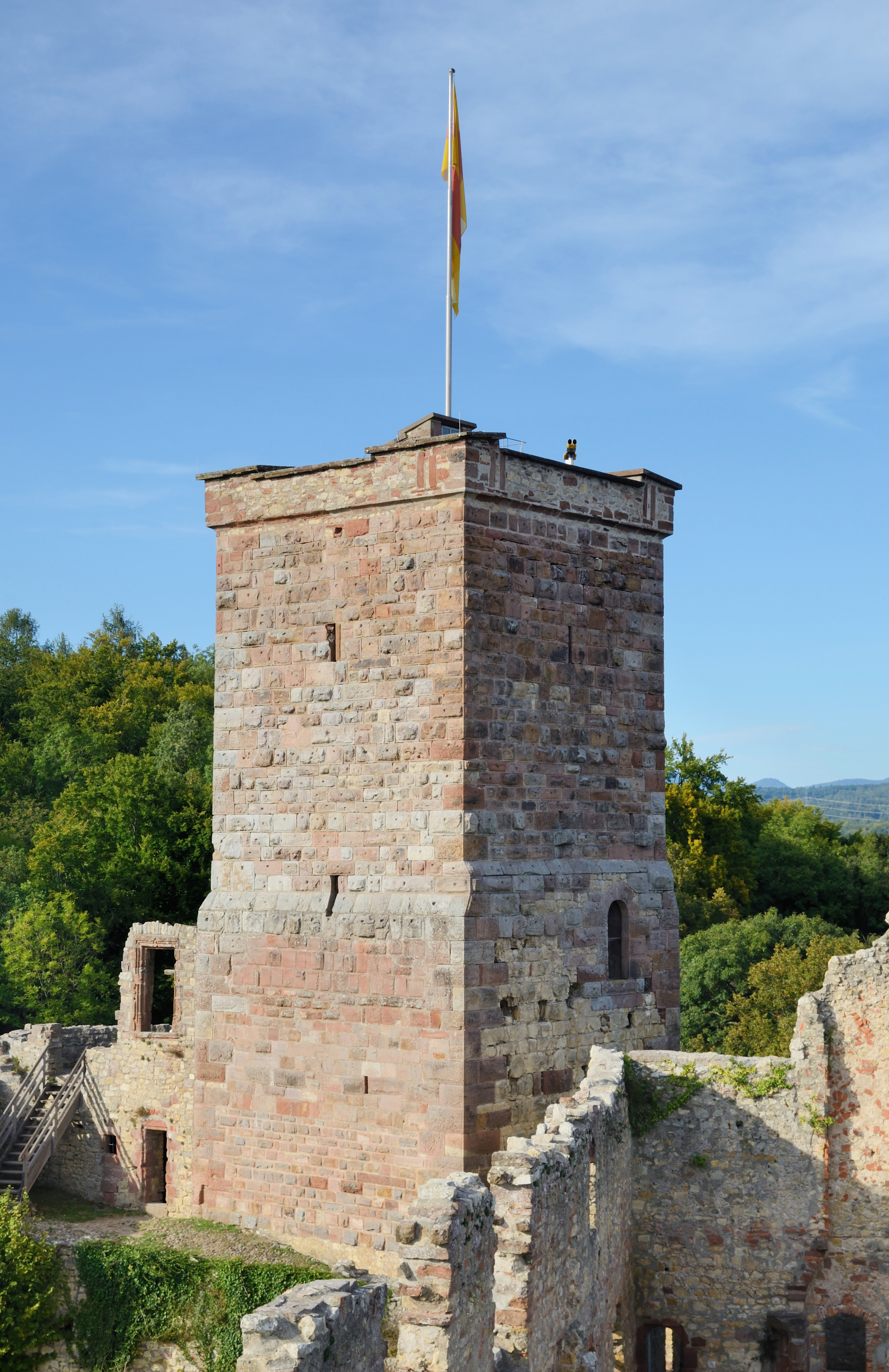
Nordturm (Bergfried) vom Südturm aus gesehen

Der Nordturm bildet den nördlichen Abschluss der Hauptburg, steht auf einem kleinen Felsplateau rund 5 Meter über dem Burgareal und ist der höchste Punkt der Burg Rötteln. Er besteht aus aufgeschichteten Sandsteinquadern ohne Mörtel, wie es für die Burgen des Oberrheins üblich war.
Auf etwa acht Meter Höhe verjüngt sich der Turm leicht mit einem Kaffgesims. Dies lässt jedoch nicht auf unterschiedliche Bauphasen schließen, da es im unteren Bereich ebenfalls Werksteine dieser Ausprägung gibt.
Alternativ wird der Nordturm auch als Grüner Turm bezeichnet, was auf die spätere Nutzung als Verlies hinweist – das mittelhochdeutsche Wort grinen, grin bedeutet weinen, winseln. Zu Verteidigungszwecken waren die ursprünglich vier Böden nur mit Leitern verbunden, die hochgezogen werden konnten.
Der Nordturm wurde mehrmals verändert. Der Grundriss ist um 45 Grad gegen die Längsachse der Burg gedreht und fast quadratisch mit einer Seitenlänge von 8 Metern. Der Turm hat etwa 2 bis 2,3 Meter dicke Mauern. In der Fachwelt gilt die Qualität der Steinbearbeitung für ein aus Bruchsteinen gemauertes Bauwerk als einzigartig. Der Bergfried besteht aus Buckelquadern verschiedener Bearbeitungsarten, die für Burgen eher untypisch sind und für Kirchenbauwerke angewandt werden. Oben weisen Zangenlöcher in den Quadern auf die Verwendung mittelalterlicher Kräne hin, welche die Steine empor hievten.
Das Mauerwerk lässt Rückschlüsse auf Bauphasen und den Entstehungszeitraum zu. Da Buckelquader nicht vor der Mitte des 12. Jahrhunderts verwendet wurden, wird die Entstehung in der zweiten Hälfte des 12. Jahrhunderts oder im frühen 13. Jahrhundert vermutet. Archäologische Befunde für eine genauere Datierung fehlen bisher. Fest steht allerdings, dass der Eingang in den Bergfried an der Nordwestseite erst nachträglich gebrochen wurde. Der Turm wird durch eine Plattform abgeschlossen, die leicht über ein Gesims auskragt und über eine Treppe an den Innenwänden erreichbar ist. Wissenschaftler vermuten, dass der Nordturm ursprünglich höher war. Auf der Plattform befindet sich ein Fahnenmast.
An der Südostseite befindet sich ein ursprünglich rundbogiger Hocheingang, der mit teilweise durch lange Binder mit dem umgebenden Mauerwerk verzahnten Buckelquadern eingefasst ist. Der Anbau im Südwesten stammt vermutlich aus dem 16. Jahrhundert. Zusammen mit der Nordwestmauer und einer Schildmauer bildet der Anbau einen mit einer unregelmäßigen Tonne überwölbten Raum. Über ein Podest darüber ist der Bergfried begehbar. Von der von Ost nach West verlaufenden Schildmauer vor dem Bergfried ist nur der östliche Teil erhalten geblieben.

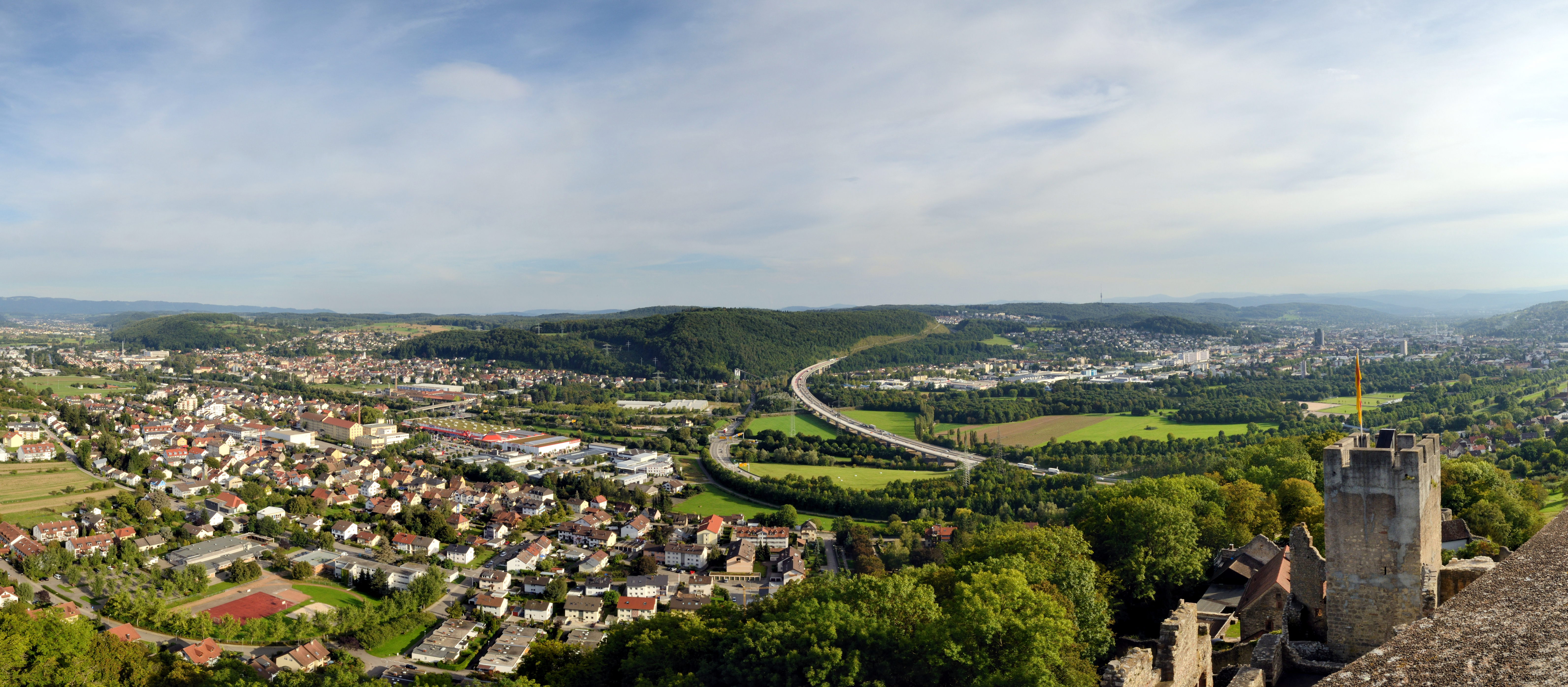
Panoramablick auf Lörrach und das untere Wiesental vom Nordturm der Burg Rötteln: Am Fuße der Burg der Ortsteil Haagen, dahinter Brombach, rechts von der Wiesentalbrücke liegt der Grüttpark, weiter im Hintergrund die Innenstadt Lörrachs mit dem Rathaus. Der Bergrücken gegenüber dem Röttler Wald ist der zum Dinkelberg gehörende Homburger Wald.

#### Südturm

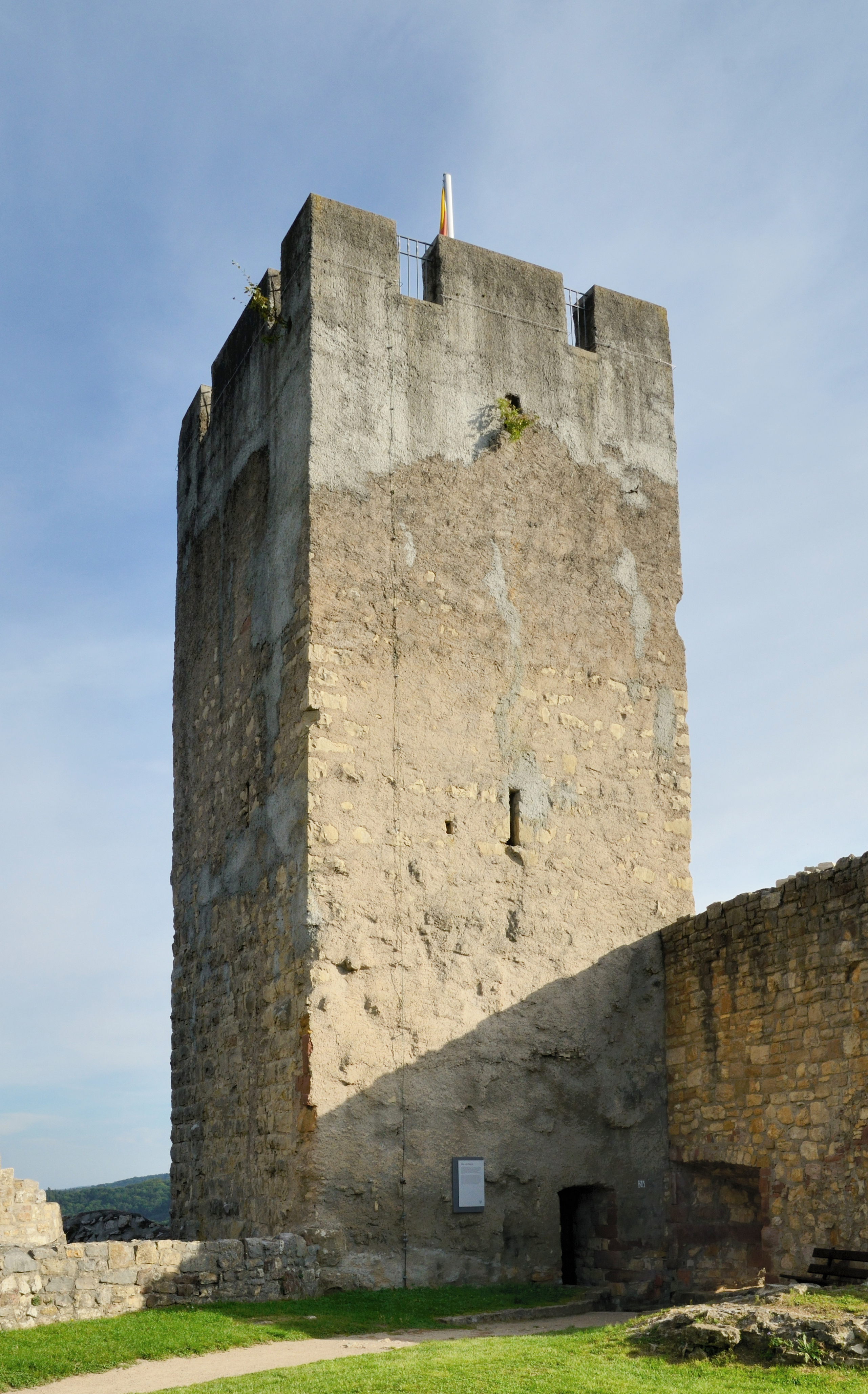
Südturm

An der Südseite der Oberburg befindet sich ein weiterer Turm, auch Giller (vom mittelhochdeutschen gilniz = Gefängnis) genannt. Er diente als Malefizgefängnis, also als Verbrecher- und Untersuchungsgefängnis. Ursprünglich hatte er drei Etagen. Im Inneren des Turmes fand man bei Aufräumungsarbeiten verschiedene Gegenstände zum Strafvollzug wie Fuß- und Handschellen oder Halsgeigen.
Der zinnenbekrönte Giller steht mit einem quadratischen Grundriss von sieben Meter Seitenlänge am östlichen Rand der Oberburg. Der Turm aus groben Kalksteinquadern wurde vermutlich um 1300 erbaut. Ursprünglich ermöglichte ein Hocheingang im Osten in sechs Meter Höhe den Zugang. Der Südturm ist seit 2001 über eine Treppe an den Innenwänden für Besucher zugänglich und hat eine Aussichtsplattform. Im oberen Drittel fällt eine nachträgliche Betonrekonstruktion der ursprünglichen Form des Turmes auf. Beide Türme besitzen Fahnenmasten, an denen die badische Flagge weht.

#### Palas
Der Palas der Röttler Burg nimmt nahezu die gesamte Ostseite der Oberburg ein und erstreckt sich vom Nord- zum Südturm. Er besteht aus drei aneinandergebauten, mehrgeschossigen Trakten, die anhand von Baufugen deutlich voneinander zu unterscheiden sind. Seine volle Höhe ist stellenweise in seinen Umfassungsmauern erhalten, wobei die Stockwerksunterteilung nicht deutlich erkennbar ist; möglicherweise gab es auch Zwischengeschosse. Der Palas war in mehreren Bauphasen teilweise sehr starken Veränderungen ausgesetzt. Lediglich das letzte Obergeschoss erstreckt sich einheitlich über alle Trakte hinweg, sodass man davon ausgeht, dass der alte romanische Palas später erweitert und erhöht wurde. Der älteste Bauabschnitt liegt im Süden, der jüngste im Norden. Dementsprechend sind von der Hofseite Baunähte, insbesondere zwischen der Eckquaderung des Palas’und dem benachbarten Bau im Süden, erkennbar. Ein Kennzeichen des ältesten Teils ist die Eckquaderung aus rotem Sandstein vom Bodenniveau bis zum Abschluss des ersten Obergeschosses.

Palas von Westen gesehen mit Burginnenhof

Die Dreiteilung des Palasbaus lässt sich auch anhand von stilistisch unterschiedlichen Portalen erkennen. Im schlanken, nur etwa fünf Meter langen Mittelteil befindet sich ein rund 1,90 × 0,80 Meter großes Portal mit überhöht angeordnetem Rundbogen. Es ähnelt in seiner Bauart dem des romanischen Nordturms und ist das deutlich älteste Portal. Das nördliche Portal mit den Maßen 1,90 × 1,15 Meter ist mit flachen Fasen ausgebildet. Der Schlussstein zeigte das Wappen des Markgrafen Philipp und seiner Ehefrau Maria von Savoyen. Rechts ist noch die Zahl 94 sichtbar, sodass sich das Portal auf das Jahr 1494 datieren lässt. Es ist damit zeitgleich mit dem südlichen Portal entstanden. Das südliche, als Kielbogen ausgebildete Portal misst 2,20 × 1,50 Meter und stammt aus dem 16. Jahrhundert. Vermutlich schmückte den Bogen ein badisches Wappen und kennzeichnete damit den nach-hachbergischen Abschnitt. Da es zum Alter dieses Portals widersprüchliche Angaben gibt, lassen sich auf das Alter des Südtraktes keine Rückschlüsse ziehen. Trotz des jüngeren Alters des Südportals ist der südliche Teil des Palas der älteste. Neben den Baunähten geben fünf dem Tal zugewandte Sitznischen im Obergeschoss Hinweise darauf. Die ehemaligen romanischen Biforien aus der Zeit um 1200 wurden in der frühen Neuzeit durch Kreuzstockfenster ersetzt. Bemerkenswert ist, dass einzig das südliche Biforium als Vorlage einer Rekonstruktion erhalten blieb. Es hat halbrunde Rundpfeiler mit einfachem Wulst, Kerbschnittornamentik und im oberen Abschluss volutenartigen Ansätzen. Die Kanten der Biforien werden von Pfeilern getrennt, die würfelartige Kapitelle mit ovalem Blattmotiv in den Kanten tragen. Damit überhöht diese Arkatur das nach Osten stark abfallende Gelände und verleiht dem Bauwerk einen noch repräsentativeren Charakter.

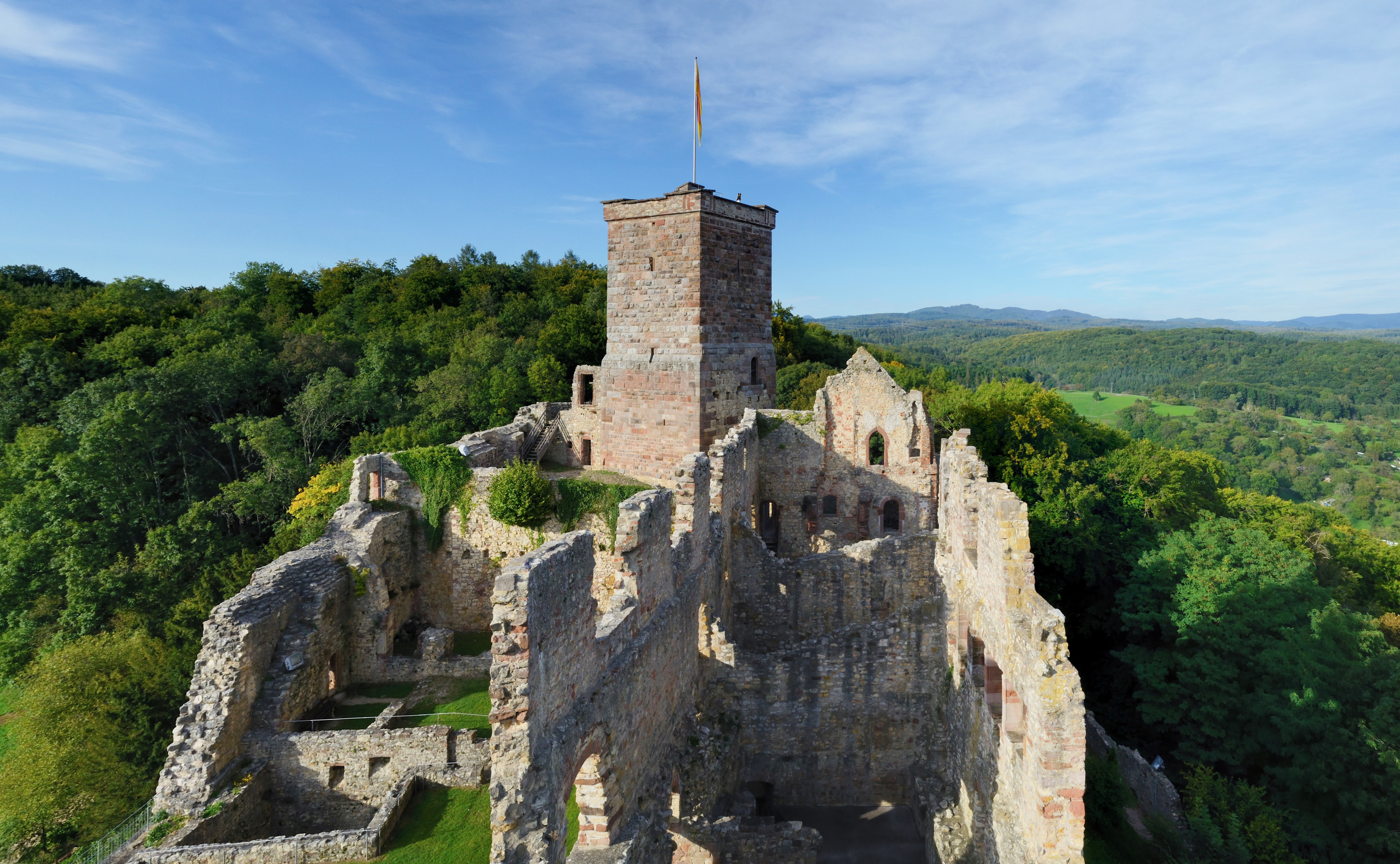
Palas vom Südturm aus mit Blick auf den Nordturm

Dieser repräsentative Bauteil der Burg diente der markgräflichen Kanzlei auch zum Verfassen der Chronik. Angesichts der um 1200 vergrößerten Röttler Familie dürfte der Palas spätestens im frühen 14. Jahrhundert erweitert worden sein. Zu den Annehmlichkeiten des Palasgebäudes gehörten auch Aborterker auf jeder Etage. Sie befanden sich als auskragende Vorbauten auf der Burggrabenseite im Osten. Eine Rekonstruktion ist an der Palasaußenwand zu sehen.
Eine weitere groß angelegte Modernisierungsmaßnahme im 16. Jahrhundert unterstreicht die Bedeutung dieses Bauteils. Dem Palas wurde über die gesamte Länge ein zweites Geschoss mit Kreuzstockfenstern aufgesetzt. Von Süden nach Norden erschließen sich im Palas folgende Räume: der sogenannte Alte Bau beherbergte einen Weinkeller und den Rittersaal. Ihm folgte ein deutlich kleinerer Raum, der als Brotkeller genutzt wurde. Dieser Raum zusammen mit der Kammer, die den Zugang von der Laube ermöglicht, gehört zum Mittelteil. Zum Neuen Bau gehören kleinere Kammern, eine Große Stube mit Kamin und ein Saal. Die Funktion des Saals bleibt offen. Für die Vermutung, es handle sich um eine Kapelle, existieren keine Belege. Auf der Burg gab es allerdings eine St.-Marien-Kapelle, wie aus einem Beleg von 1504 hervorgeht. Ein Burgkaplan ist für das Jahr 1389 belegt. Die Kapelle, deren Grundmauern erhalten sind, stand westlich vom Nordtrakt des Palas. Die Ansätze ihres gotischen Gewölbes sind an den Wänden noch zu erkennen. Der massive Altartisch ist erhalten, wurde aber nach der Zerstörung der Burg in den Palas gebracht. Die Forschung geht davon aus, dass die Kapelle dann anderweitig genutzt wurde, da in ihre Wand Sitznischen und an einer Stirnseite ein Kamin eingebaut wurden.

### Schanze Röttlerwald

#### Beschreibung
Eine LiDAR Aufnahme zeigt etwa 150 Meter nordwestlich des Bergfrieds eine polygonale Schanzenanlage mit zwei nach Norden und Westen gerichteten Bastionen (bastionäre Erdbefestigung) die durch einen Wall verbunden sind. Vor den Wällen und Bastionen wurde im Südwesten und Nordwesten ein breiter Graben angelegt. Nach Südosten ist ein zusätzlicher Wall sichtbar, der von der nordwestlichen Bastion bis zum Einschnitt eines kleinen Tales zwischen Burg und Schanze führt. Im Innenraum ist eine quadratische Struktur (etwa 30 × 30 Meter) erkennbar, „bei der es sich um das Fundament eines Turmes oder den Standort eines ehemaligen Blockhauses handeln könnte,…“. Die gesamte Anlage hat eine Seitenlänge von etwa 200 Metern und umfasst eine Fläche von etwa 5 Hektar (das Innere der Anlage etwa 1,26 Hektar) während die gesamte Burganlage etwa 1,5 Hektar umfasst.
Wer von der Oberburg dem Schlossweg zur Hohen Straße folgt, sieht linkerhand das Waldgebiet mit der Schanze. Im Winterhalbjahr sind Teile von Graben und Schanze wenige Meter neben der Hohen Straße (Richtung Lucke) zu erkennen. Im Wald selbst kann man die Struktur der Gesamtanlage nur erkennen, wenn man die Reliefkarte gesehen hat. Der Bereich der Schanze ist ein Grabungsschutzgebiet nach § 22 des baden-württembergischen Denkmalschutzgesetzes, das für illegale Grabungen Geldbußen bis zu 500.000 Euro vorsieht.

#### Geschichte
Entstehungszeit und Verfall sind nicht klar zu benennen. In der Literatur wird davon ausgegangen, dass Herzog Bernhard von Weimar die Schanze 1638 errichten ließ.
In einem Bericht über den Zustand der Burg aus dem Jahre 1654 heißt es: „...neben der Fall Brücke wie man zum Schloß oben hinaus gegen die Schanz führt.“ Hieraus ist zu schließen, dass die Schanze 1654 schon bestanden hat.
In den Tagebüchern des Thomas Mallinger wird unter dem 20. Januarjul. / 30. Januar 1638greg. berichtet: „Ist Herzog Wimar….in der oberen Herrschaft zuo Lörch mit 800 Reiter verschanzet.“ Da der Herzog aber an diesem Tag erst Laufenburg eingenommen hatte und dabei war Rheinfelden einzuschließen, ist diese Datierung unwahrscheinlich.
Anfang Mai zog Bernhard von Weimar von Donaueschingen über Schönau und Schopfheim nach Brombach
Während eine kaiserliche Armee unter Johann von Götzen Anfang Mai 1638 im Kinzigtal lagerte um nach weiterem Zuzug die Festung Breisach zu entsetzen, lagerte der Herzog 5. Maijul. / 15. Mai 1638greg. bei Brombach, wo sich seine Truppen erholen sollten und auf französischen Zuzug warteten. Das Lager wurde erst am 26. Maijul. / 5. Juni 1638greg. nach Heitersheim verlegt, womit die Truppen sich etwa drei Wochen im Raum Brombach aufhielten. In dieser Phase des Krieges hatte der Herzog auch eine Pioniertruppe von 400 Mann mit Brücken- und Schanzenmeistern zur Verfügung, die allenfalls den Bau der Schanze bewerkstelligt haben.
Nördlich der Alpen wurden etwa zwischen 1550 und 1700 wurden Befestigungen mit bastionär vergrößerten Ecken gebaut, womit gegenüber älteren linear verlaufenden Wällen und Gräben tote Winkel vermieden wurden. Die Schwedenschanze (Zuflucht) bei Bad Peterstal-Griesbach, die Altenberg-Schanze bei Bad Wimpfen, die Krähenschanze bei Hilzingen und die Schanze Schwabenstutz bei Waldau (Titisee-Neustadt) weisen eine ähnliche Bauform auf.
Ein Vergleich der Röttler Schanze mit diesen Schanzen aus dem Dreißigjährigen Krieg hat Übereinstimmung ergeben, so dass viel für die Datierung auf März bis Dezember 1638 spricht.

## Ausstattung und Inventar

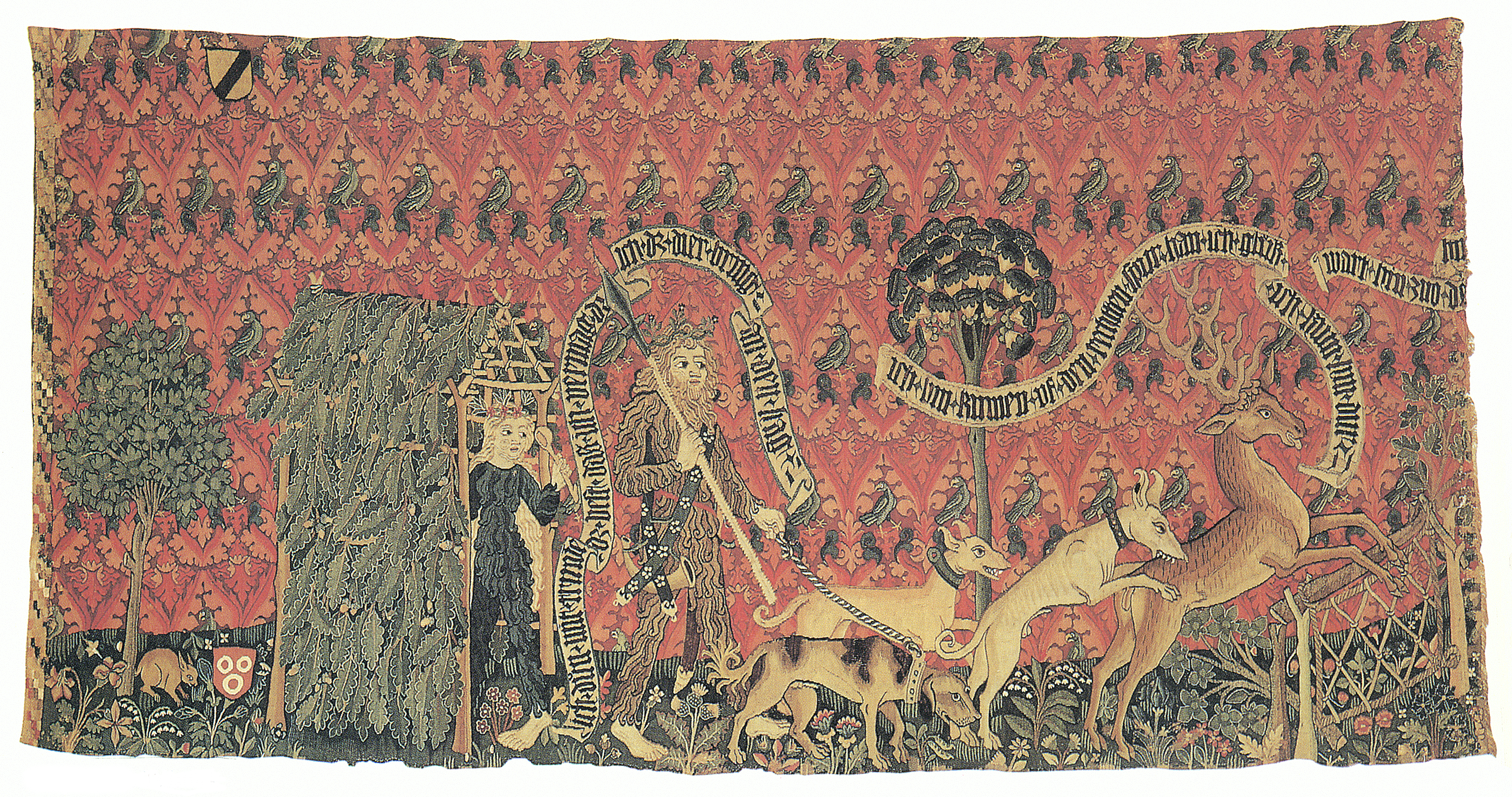
Der sogenannte „Flachsland-Teppich“ (linke Hälfte) der um 1470 in Basel oder auf der Burg Rötteln hergestellt wurde.

Es ist davon auszugehen, dass wegen des ehemaligen Repräsentanzcharakters die Burg auch innen prunkvoll und kostbar ausgestattet war. Zeugnis darüber gibt der Bericht eines Pilgers, Hans von Waltheim aus Halle an der Saale, der die Burg am 9. Juli 1474 auf seiner Rückreise von Südfrankreich besuchte. Waltheim bestaunte insbesondere die Wandteppiche in der Kemenate. Er schrieb:

„[…] Das war das hübscheste Werk von Bildern, von Angesichten, von Kleidungen, von Tieren und Blumen und von anderem Werke, gleich als ob es lebte, dergleichen ich nicht viele gesehen habe. […]“

Der Ausstattungsluxus wie Teppiche und Kamine ist auf die üppig dimensionierten Prunkräume, insbesondere im Palas zurückzuführen. Der festsaalähnliche Raum war schwer beheizbar, sodass an den kalten Mauern Teppiche hingen, um eine gewisse Wärme zu erzeugen. Kleinere Räume waren mit Holz vertäfelt.
Einen weiteren Beleg für die gehobene und für die damalige Zeit komfortable Ausstattung sind Ofenkacheln, die im Burgmuseum der Landschreiberei und im Dreiländermuseum in Lörrach ausgestellt sind. Seit dem 14. Jahrhundert war die Technik des Kaminbaus bereits so weit fortgeschritten, dass großflächige Kacheln eine gewisse Wärmespeicherfähigkeit aufwiesen. Damit wurde ein gleichmäßigeres und großflächigeres Heizen möglich. Neben den Öfen aus Ton gab es auch gusseiserne, die die Wärme schneller aufnahmen und wieder abgaben. Funde in der Burg Rötteln bestätigen, dass die Anlage mit mindestens 10 bis 15 Kachelöfen ausgestattet war. Viele stammten aus der Zeit von Rudolf IV. und Philipp, die sie aus Burgund und der Westschweiz importierten. Die Ofenkacheln tragen teilweise sehr kunstvolle Ornamente und Reliefs mit biblischen Szenen.
Die Burg Rötteln verfügte auch über eigene Werkstätten zur Herstellung von Einrichtungsgegenständen. Gesichert ist, dass auf Rötteln ein bekannter burgundischer Teppichwirker Teppiche und Tapisserien herstellte.
Bei Pflege- und Restaurierungsarbeiten gab es immer wieder Funde vom Leben auf der Burg. Dazu gehören Kanonenkugeln, Pfeilspitzen und andere vollständig oder teilweise erhaltene Waffen, aber auch Dinge des täglichen Lebens wie Pferdegeschirr, Knöpfe, Werkzeuge, Tischglocken und Türschlösser. Funde zur Geschichte der Burg sind zusammen mit historischen Abbildungen und einem großen Burgmodell im Museum in der Landschreiberei ausgestellt.
Der Großteil der Funde, darunter die wertvollsten, sind im Lörracher Dreiländermuseum ausgestellt, da es vor dem Wiederaufbau der Landschreiberei 1985 auf der Burg keine Museumsräumlichkeiten gab. Dazu zählen neben Ofenkacheln auch Gläser, Geschirrfragmente, Werkzeuge, Waffenteile, Tonpfeifen, eine Schachfigur, ein Richtertisch mit Richtschwert und Folterwerkzeuge.

## Heutige Nutzung

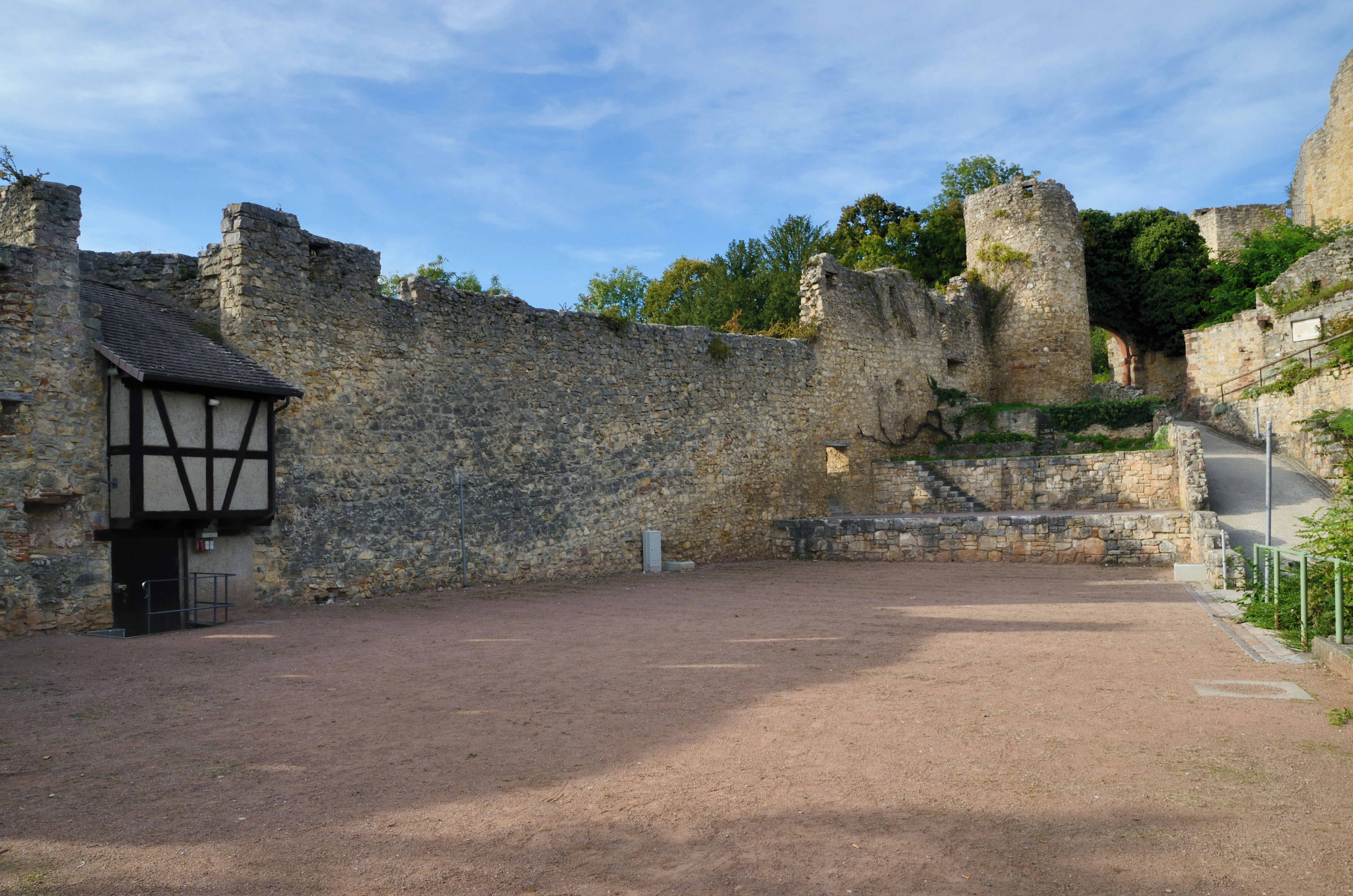
Aufführungsfläche bei den Burgfestspielen

Die Burgruine ist ganzjährig geöffnet; Führungen sind nach vorheriger Absprache möglich. Während die Unterburg kostenfrei jederzeit zugänglich ist, gelten für die Oberburg saisonal unterschiedliche Öffnungszeiten. Neben einem kleinen Museum in der 1985 wieder aufgebauten Landschreiberei befindet sich in der Festungsanlage eine Burgschenke. Für den Umbau und die Sanierung der Burgschenke Rötteln im Jahr 2002 wurde 2005 der Hugo-Häring-Preis des Bundes Deutscher Architekten verliehen.
Burg Rötteln ist landeseigen und wird von der Einrichtung Staatliche Schlösser und Gärten Baden-Württemberg betreut. Die Pflege der Burgruine und der Unterhalt des Museums obliegen dem Röttelnbund e. V. Zu Besichtigungen und Führungen kommen jährlich knapp 50.000 Besucher in die Oberburg.
Seit 1968 führt der Verein Burgfestspiele Rötteln alljährlich im Sommer auf einer dreistufigen Naturbühne in der Vorburg Schauspiele meist klassischer Autoren auf. Seit 2000 findet in der Vorburg zudem das Festival Jazz auf der Burg statt, das vom Jazz-Club 56 Lörrach e. V. unterstützt wird. Im Sommer 2003 wurde ein Freiluftkino auf der Burg veranstaltet. Meist zweimal jährlich erfolgt auf Einladung des Röttelnbundes eine „Burgbelebung“ durch die mittelalterliche Schaukampftruppe „Bunter Haufen Basel“.
Seit 2021 führt das Longbowteam Minseln e. V. jährlich an zwei Tagen ein 3D Jagd-Bogenschießen in und um Burg Rötteln durch, wobei jeweils etwa 170 Teilnehmer dabei sind.
Die Burgschenke und der Biergarten gehören der Stadt Lörrach und werden jeweils an private Betreiber verpachtet. Seit April 2023 wird die Gastronomie von neuen Pächtern unter dem Namen Burgliebe betrieben. Das Standesamt von Lörrach unterhält in einem Raum der Landschreiberei, der „Knechtstube“, ein Trauzimmer, das Platz für 25 Personen bietet. Dort fanden 2019 66 Eheschließungen statt.

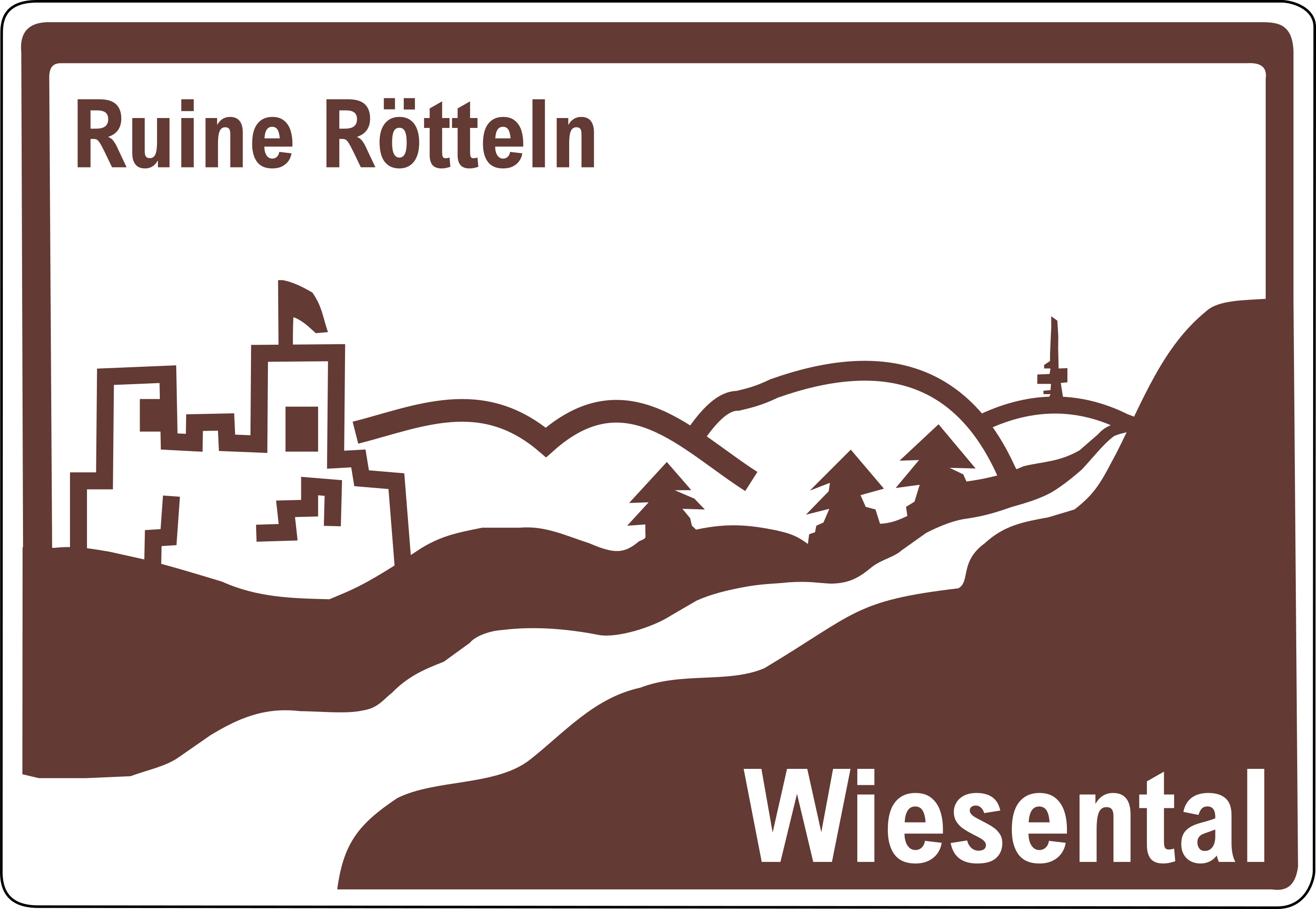
Touristische Unterrichtungstafel: Burg Rötteln, Wiesental

Vom 14. bis zum 16. September 2018 wurde die temporäre Kunstinstallation RedBalloon: The Tower umgesetzt, bei welcher der Aktionskünstler Klaus Kipfmüller mit 5200 speziell gefertigten Ballons den Nordturm der Burg Rötteln ummantelte, mit Klängen bespielte und bei Dunkelheit anstrahlte. Die von lokalen Unternehmen gesponserte Aktion erlangte regionale Bekanntheit und brachte etwa 4700 Besucher auf die Ruine.
Um der zunehmenden touristischen Bedeutung der Burg Rötteln gerecht zu werden, gibt es einige Kilometer vor der Wiesentalbrücke in beidseitiger Fahrtrichtung eine touristische Unterrichtungstafel. Die Hinweisschilder befinden sich auf den Autobahnkilometern 6,2 bzw. 9,5 der A 98 und zeigen neben der Burg und dem Wiesental auch die Hügel und Berge des Schwarzwaldes. Als markantesten Gipfel mit einem Sendeturm auf seiner Spitze ist der Blauen auf der Hinweistafel dargestellt. Den Blick, ähnlich wie er auf der Hinweistafel festgehalten ist, erhält man insbesondere indem man von Lörrach-Ost kommend westwärts über die Wiesentalbrücke fährt.

## Rezeption

### Rezeption in bildender Kunst und Literatur

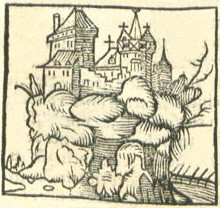
Illustration zur Burg Rötteln in der Cosmographia von 1545.

Die vermeintlich älteste Darstellung der Burg wurde lange in einem Holzschnitt gesehen, der 1545 zur Illustration des Textes zur Burg Rötteln in Sebastian Münsters Cosmographia verwendet wurde. Es handelt sich dabei aber zweifelsfrei um keine Abbildung der Burg, sondern lediglich um eine symbolhafte Illustration, die auch bei anderen Texten (z. B. zur Burg Habsburg) verwendet wurde.
Die älteste bekannte Darstellung der Burg ist ein Kupferstich der 1625 als Illustration zu Daniel Meisners Emblembuch Thesaurus philopoliticus gedruckt wurde. Daniel Meisner lieferte die Texte und Erläuterungen. Die Erläuterungen wurden in späteren Auflagen einfach weggelassen, da das Publikumsinteresse weniger den Emblemen und mehr den Prospekten galt. Die Erläuterung zum Blatt mit der Illustration Rötteln lautet: “Dise Emblema vermahnet die liebe Obrigkeit das sie die Bösen straffen und die Fromen schütze auch das die straff nit grösser als die verbrechung seyn solle.”
Die Illustrationen des Buches stammen von verschiedenen Zeichnern und die Druckplatten wurden von verschiedenen Kupferstechern erstellt. Das Blatt Rötteln ist – wie die meisten im fünften Band – nicht signiert. Gleichwohl findet sich in der Fachliteratur die plausible Hypothese, dass die Zeichnung von Matthäus Merian stammt. Der Kupferstich zeigt die Burg in ihrer Nord-Süd-Ausdehnung von Nord-Westen her.
Die zweitälteste Darstellung der Burg ist die bekannteste und wurde in Matthäus Merians Topographia Alsatiae von 1643 veröffentlicht. Diese Darstellung zeigt die Burg ebenfalls in ihrer Nord-Süd-Ausdehnung, aber von Osten her.
Zwischen beiden Darstellungen liegen nicht nur 18 Jahre, sondern auch jene Periode des Dreißigjährigen Krieges, in der die Burg direkt von den Kämpfen betroffen war und auch beschädigt wurde, wie durch eine Beschreibung von 1654 dokumentiert ist. Es entspricht der Arbeitsweise von Merian, dass diese Schäden nicht sichtbar sind.
Der Komponist Felix Mendelssohn Bartholdy fertigte auf seiner Hochzeitsreise am 3. Mai 1837 Landschaftsskizzen mit der Burgruine an.
Auch Joseph Victor von Scheffel zeichnete die Burgruine. Der spätromantische Maler Anton Winterlin fertigte um 1860 ein Bild mit dem Panoramablick auf die stark überwucherte Burg, dem darunter liegenden Lörrach sowie dem Schweizer Jura im Hintergrund an. Unter den zahlreichen weiteren Künstlern, die die Burg gezeichnet haben, sind auch August Veil, Maximilian von Ring und August von Bayer.
Schriftdeutsche Gedichte über die Burg und einige der Markgrafen gibt es z. B. von Willi Ferdinand Fischer.
Alemannische Gedichte über die Burg verfassten Hermann Burte und Ludwig Friedrich Schnaufer. Die wahrscheinlich bekannteste literarische Darstellung stammt aus Johann Peter Hebels alemannischem Gedicht Die Vergänglichkeit. In dem Gedicht um Sterben und Vergehen erklärt der Vater (alemannisch „Ätti“) dem „Bueb“ anhand der Burgruine Rötteln, wie dereinst selbst die in ihrer Herrlichkeit dastehende Stadt Basel und sogar die ganze Welt verfallen wird.
Auch in Die Wiese, das den Verlauf des gleichnamigen Flusses von der Quelle bis zur Mündung erzählt, beschrieb Hebel die Burg als verfallene und verlassene Ruine:
In jüngerer Zeit entstanden auch fünf historische Romane, die sich mit der Burg befassen: Die Letzten von Rötteln und Der eiserne Markgraf von Sausenberg-Rötteln von Käthe Papke sowie Elke Baders Anna von Rötteln – im Hagelsturm der Begierde und Der Flammenthron des Röttlers, sowie Die Edlen von Rötteln von Wilhelm Haas.

### Sagen
Wie um viele Burgruinen ranken sich auch um die von Rötteln Sagen. Am bekanntesten ist die Sage von der Hexe von Binzen. Danach fiel ein Hund einen treuen Diener des Herren zu Rötteln an, der sich durch einen Steinwurf zur Wehr setzte. Der erboste Herr stürzte daraufhin den Diener vom Turm und zog die Rache seiner Frau auf sich. Sie zog sich als geheimnisvolle Hexe zurück und heilte den hinkenden Hund, der ihr einziger Begleiter wurde. Durch einen weiteren Fallstrick tötete der despotische Herr einen Geliebten seiner Tochter, die dabei ebenfalls zu Tode kam. Der Vater des Getöteten belagerte wochenlang die Burg, erlangte mit Hilfe der Hexe durch einen geheimen Gang Zugang und konnte so den Herren von Rötteln besiegen.
Nach einer weiteren Sage soll in den Nächten eine Weiße Frau Vorbeifahrende auf die Burg gelockt haben. Es soll sich um eine Hofdame gehandelt haben, der die Bauarbeiten nicht schnell genug vonstattengingen. Die Unruhe behielt sie auch nach ihrem Tod auf verwunschene Weise weiter.

### Ausstellung und Veranstaltungen
Vom 13. April bis zum 17. November 2019 widmete das Lörracher Dreiländermuseum eine Ausstellung mit dem Namen Burg Rötteln – Herrschaft zwischen Basel und Frankreich. In fünf Räumen auf 400 Quadratmeter wurden rund 300 Exponate und digitale Rekonstruktionen präsentiert. Begleitet wurde die Ausstellung von zahlreichen Veranstaltungen, Exkursionen und Vorträgen zum Thema.

### Hôtel de Rothelin-Charolais
Ein Nachkomme der Tochter des letzten Markgrafen von Hachberg-Sausenberg (Philippe de Hochberg, Marquis de Rothelin), Philippe von Orléans-Rothelin (1678–1715), ließ zwischen 1700 und 1704 in Paris ein Stadtpalais erbauen, das 1736 von Louise Anne de Bourbon, Mademoiselle de Charolais gekauft und fortan Hôtel de Rothelin-Charolais benannt wurde – ein Röttler Schloss in Paris.

### Fachliteratur
Übersichtsbeiträge
- Harald Ziegler: Burg Rötteln – Herrschaftszentrum des badischen Oberlandes. Die Burgruine lebt. In: Badische Heimat, Heft 3/2024, S. 407–413
- Ralf Wagner et al. (Redaktion), Staatliche Schlösser und Gärten Baden-Württemberg (Hrsg.): Burg Rötteln: Herrschaft zwischen Basel und Frankreich. J. S. Klotz Verlagshaus, Neulingen 2020, ISBN 978-3-948424-60-2
- Helmut Bender, Karl-Bernhard Knappe, Klauspeter Wilke: Burgen im südlichen Baden. 1. Auflage. Verlag Karl Schillinger, Freiburg im Breisgau 1979, ISBN 3-921340-41-1, S. 142–151.
- Robert Feger: Burgen und Schlösser in Südbaden. Verlag Weidlich, Würzburg 1984, ISBN 3-8035-1237-9, S. 256–266.
- Heinz Heimgartner: Burgruine Rötteln. Verlag Röttelnbund e. V. 1964.
- Jürgen Krüger, Staatliche Schlösser und Gärten Baden-Württemberg (Hrsg.): Burg Rötteln. Deutscher Kunstverlag München, 2. überarbeitete Auflage, Berlin 2014 (offizieller Burgführer) ISBN 978-3-422-02372-7.
- Jürgen Krüger: Anmerkungen zur Burg Rötteln. In: Erik Beck, Eva-Maria Butz, Martin Strotz, Alfons Zettler, Thomas Zotz (Hrsg.): Burgen im Breisgau. Thorbecke, Ostfildern 2012, ISBN 978-3-7995-7368-9, S. 391–396.
- Otto Konrad Roller: Die Geschichte der Edelherren von Rötteln. (= Blätter aus der Markgrafschaft Schopfheim Jahrgang 1927). Schopfheim 1927, S. 1–154 (Digitalisat der UB Freiburg)
- Sven Schomann: Hagen (Lörrach, LÖ): Burg Rötteln. In: Alfons Zettler, Thomas Zotz (Hrsg.): Die Burgen im Mittelalterlichen Breisgau II. Südlicher Teil. Halbband A–K. Thorbecke, Ostfildern 2009, ISBN 978-3-7995-7366-5, S. 220–243.
- Hansmartin Schwarzmaier: Lörrach im Mittelalter. In: Otto Wittmann, Berthold Hänelet, Stadt Lörrach (Hrsg.): Lörrach: Landschaft – Geschichte – Kultur. Herausgegeben zur Erinnerung an das vor 300 Jahren am 18. November 1682 verliehene Stadtrechtsprivileg. Stadt Lörrach, Lörrach 1983, ISBN 3-9800841-0-8, S. 77–209.
- Karl Seith: Die Burg Rötteln im Wandel ihrer Herrengeschlechter. In: Heinz Heimgartner: Burgruine Rötteln. Verlag Röttelnbund e. V. 1964, S. 11–44, (Ursprünglich veröffentlicht in Das Markgräflerland, Heft 3 (1931/32), S. 3–35 (dl.ub.uni-freiburg.de Digitalisat)).
- Bernhard Thill: Burg Rötteln: Beschreibung, Rundgang, Geschichte. Schauenburg Verlag, Lahr 1994, ISBN 3-7946-0304-4.
- Heiko Wagner: Theiss Burgenführer Oberrhein. 66 Burgen von Basel bis Karlsruhe. Konrad Theiss Verlag, Stuttgart 2003, ISBN 3-8062-1710-6, S. 114–117.
- Thomas Zotz: Die Burg Rötteln bei Lörrach. In: Burgen und Schlösser, Europäisches Burgeninstitut (Hrsg.), 4/2015, S. 269–276; Digitalisat (PDF).

Einzelaspekte
- Heiko Wagner, Andreas Haasis-Berner, Bertram Jenisch, Moritz Lange: Citizen Science am Dreiländereck. Das grenzüberschreitende Ehrenamtprojekt Burg Rötteln. In: Denkmalpflege in Baden-Württemberg, Bd. 53, Nr. 1 (2024), S. 46–53 pdf
- Stefan King, Heiko Wagner: Lörrach, Burgruine Rötteln. Ringmauer der Vorburg, südöstlicher Eckbereich. Beobachtungen während des Abbruchs, 2012; Digitalisat (PDF; 738 kB).
- Sophie Stelzle-Hüglin: Tonpfeifenfunde von der Burg Rötteln bei Lörrach. In: Michael Schmaedecke (Hrsg.): Tonpfeifen in der Schweiz. Beiträge zum Kolloquium über Tabakpfeifen aus Ton Liestal 26. März 1998. Liestal: Archäologie & Kantonsmuseum Baselland, 1999, S. 116–123. ncl.ac.uk (PDF; 5,1 MB)
- Sophie Stelzle-Hüglin: Wohnkultur auf Burg Rötteln. Ofenkeramik aus Gotik und Renaissance. In: Badische Heimat, Band 82 (2002), S. 637–647; academia.edu (PDF).
- Otto Wittmann: Das Röttler Schloß bei Lörrach, Geologie und Baugrund. In: Mitteilungen des Badischen Landesvereins für Naturkunde und Naturschutz, N.F. Band 5 (1984–1952), Nr. 1–6. Freiburg i. Br., S. 170–177 (zobodat.at [PDF; 1,3 MB; abgerufen am 24. April 2023]).

### Historische Romane, Schauspiel und Sagen
- Elke Bader: Anna von Rötteln – im Hagelsturm der Begierde. Jakobus-Verlag, Barsbüttel 2008, ISBN 978-3-940302-11-3.
- Elke Bader: Der Flammenthron des Röttlers. Blackforest Publishing, 2010, ISBN 978-3-9812889-1-9
- Waldemar Lutz, Traute Enderle-Sturm: Alte Hex’ vo Binze. Waldemar Lutz Verlag, Lörrach 1978, ISBN 978-3-922107-02-6.
- Käthe Papke: Die Letzten von Rötteln. Edition des historischen Romans mit geschichtlichen Anmerkungen, Illustrationen von Franz Stassen, Norderstedt 2022, ISBN 978-3-7562-3829-3.
- Käthe Papke: Der eiserne Markgraf von Sausenberg-Rötteln. Eine historische Erzählung aus dem Markgräflerland. Heinrich Mayer Verlag, 1. Auflage, Basel 1930. Internet Archive
- Wilhelm Haas: Die Edlen von Rötteln. Ein Mittelalterroman, J.S. Verlagshaus Klotz, Neulingen 2021, ISBN 978-3-948968-52-6
- Erhard Richter: Der Markgräfler Bauernaufstand von 1524/25. Szenische Darstellung in fünf Akten. In: Das Markgräflerland, Jg. 2015, Bd. 2, S. 5–86 (Spielt auf Rötteln und im Umfeld) Digitalisat der UB Freiburg
- Fritz Reinhardt: „Ein Spiel um Rötteln“ in 4 Bildern: mit Musik, Gesang u. Tanz. Verlag: Freiburg Br.: Poppen & Ortmann, (1932)

### Darstellungen
- Burg Rötteln auf dem Internetauftritt der Staatlichen Schlösser und Gärten Baden-Württemberg
- Burg Rötteln in der wissenschaftlichen Datenbank „EBIDAT“ des Europäischen Burgeninstituts
- Homepage burgruine-roetteln.de mit Öffnungszeiten und Kontaktdaten
- Galerie: Eine Kachel mit Greif aus Lörrach (Memento vom 8. Juni 2018 im Internet Archive)
- Hans-Jürgen R. P. van Akkeren: Grenzüberschreitende Archäologie auf der Burgruine Rötteln - Lörrach-Haagen (Lö) auf YouTube

### Bilder- und Medienarchive
- Sammlungsdatenbank zu Objekten von und über die Burg Rötteln
- Bilder der Burg Rötteln im: Bildarchiv Foto Marburg – Bildindex der Kunst und Architektur
- Deutsche Digitale Bibliothek: Aufnahmen der Burg Rötteln
- Burg Rötteln. 3D Model. Landesamt für Denkmalpflege; abgerufen am 11. März 2020

### Hilfsmittel für den Unterricht
- Bertram Jenisch, Christiane Schick (Redaktion): Erlebniskoffer Burgen im Mittelalter. Unterrichtsmodul für die Grundschule. (PDF; 5,2 MB) Landesamt für Denkmalpflege – Regierungspräsidium Stuttgart (Hrsg.) – Mit besonderer Berücksichtigung der Burg Rötteln; abgerufen am 27. Juli 2023.[194]
- Burg Rötteln. Unterrichtsmaterial des Kreismedienzentrums Lörrach zum Herunterladen